# AKB49〜恋愛禁止条例〜
『AKB49〜恋愛禁止条例〜』（エーケービーフォーティナイン れんあいきんしじょうれい）は、原作：元麻布ファクトリー、漫画：宮島礼吏、原案協力：高橋ヒサシによる日本の漫画作品。

## 概要
講談社『週刊少年マガジン』2010年第39号より2016年第8号まで連載。男性である主人公が名前を変え、女装して『AKB48』に入り、そこで研究生から正式メンバーを目指すという内容。
主人公が加入するグループは実在する女性アイドルグループであり、フィクション作品でありながら結成当初のことなど実際に起きた出来事をベースに物語は進行している。また、登場するメンバーは実名はもちろん、容姿や性格も本人の特徴を反映しており、楽屋の雰囲気も忠実に再現していたり、メンバーの愛称やキャッチフレーズなどが登場し小ネタも散見される。AKB48の実在メンバーが重要な役割で登場するほか、研究生の過酷な実態やアンチの批判的な意見、ファンによるCDの複数購入、秋元才加の熱愛スキャンダル（後述）も取り上げられている。
連載開始当時、二次元および現実世界で大きな「男の娘」ブームが巻き起こっており、大手出版社の週刊漫画雑誌にも「男の娘」キャラクターが登場するようになっていた。ライターの来栖美憂は、中でも注目したい作品として本作を挙げている。女装した少年がアイドルになるという展開は、それまで複数の作品に描かれてきたものであったが、「色々な大企業の思惑が交差する、大規模コラボの漫画の主人公がオトコノコになる時代が――」と述べている。
単行本の発行部数は、2013年5月29日発売の『週刊少年マガジン』26号時点で累計260万部（13巻）である。

## あらすじ

### オーディション～研究生
アイドルに興味のない高校生・浦山実は、自分が好意を持つ同級生・吉永寛子から、AKB48に入ることが夢で、近々オーディションを受けることを打ち明けられる。そんな彼女をフォローすべく、浦川みのりと名を変え女装までしてオーディションに参加した。みのりのフォローと前田敦子に対する思いが評価されて、吉永はオーディションに合格するが、みのりもプロデューサーの秋元康の目に留まり合格してしまう。
第12期の研究生として厳しいレッスンをしながら、劇場の公演で踊る毎日。ダンスも歌もそつなくこなす第11期のエース・岡部愛との衝突や、「チケット代1万円で劇場を満員にしないと全員解雇」という秋元により与えられた過酷な試練、アイドル活動を反対されている吉永と父親との確執など、様々な問題を乗り越えていく。
そして、研究生の中で人気と実力を認められた、みのり、吉永、岡部の3人は、研究生ユニット「GEKOKU嬢」としてCDデビューが決定する。しかし、同日デビューのライバル「＆Jewel」は、金と事務所の力にものを言わせて、GEKOKU嬢たちを妨害してくる。完全アウェイの＆Jewelのライブイベントに、前座として出演することになったGEKOKU嬢は、＆Jewel側の妨害を逆手にとって、＆Jewelファンを魅了するパフォーマンスを見せて、CD売り上げで圧勝する。

### 全兼任～神崩し
総選挙で、みのり21位、岡部32位、吉永49位と大躍進した3人は、「神崩し」を目標に新たなステージに立つ。しかし、AKBのトップで活躍する神8の桁違いのパフォーマンスに、みのり達は圧倒される。フューチャーガールズのセンターになった吉永は、自らの欠点を乗り越える。その後、岡部はチームBに決まるが、みのりと吉永は「国内全グループ兼任」という異例の発表がされる。そして、みのりに憧れている14歳の天才・有栖莉空も全兼任に命じられる。
みのり・吉永・有栖が加入したSKE48に、秋元から「1ヶ月以内に1公演の250人のファン全員に、みのりたち3人をSKEとして認めさせること」という試練が課せられる。「達成できない場合には、移籍組の3人はAKBの登録抹消」という厳しいペナルティーの中、3人は1か月で100公演を掲げて、様々な努力を積み重ねていく。賛成票を入れてくれない7人のアンチ達を1人ずつファンにしていき、みのり達は試練を達成する。
続いて、NMB48に加入した3人は、視聴率を上げないと番組終了の危機にある深夜番組『ナンバー8』に出演するが、みのり達の活躍により視聴率を上げることに成功する。しかし、番組の自然消滅を目論む司会者・金色亭八葉の妨害により、みのりは残り8回の間に視聴率の10%獲得を宣言する。しかし失敗すれば、みのりはアイドルを辞めることになる。ゴールデンSPを理由に視聴率15%と条件が跳ね上がるが、みのりたちとスタッフは懸命の戦いを繰り広げ、八葉らの企みを打ち砕いて勝利する。

## 登場する漫画オリジナルの人物
AKB48関係者の（）内は読みがな／愛称の順（／で区切られていない場合は読みがなのみ）。

### 主要メンバー
浦山 実（うらやま みのる）／浦川 みのり（うらかわ みのり/みのりん）※男でいる時は「実」表記、女装している時は「みのり」表記とする。
本作の主人公。1994年12月23日生まれ（『浦川みのり』卒業生誕祭時点で20歳）。身長167cm。
『AKB48』12期研究生→正規メンバー昇格（所属未定）（99話／さいたまスーパーアリーナ公演最終日）→チームA・国内全兼任（110話／東京ドーム公演初日）→チームA（国内全兼任解除、214話）、派生ユニット『GEKOKU嬢』メンバー。
『AKB48 27thシングル 選抜総選挙』21位、「AKB48 32ndシングル 選抜総選挙」速報11位→最終9位。
母子家庭で最初は母親と妹と同居して活動していたが、突然貼り紙を残して家族が引っ越したため、寮生活をしていた（東京では吉永・水野、名古屋・大阪では有栖と同部屋）。その後退寮してマンションで1人暮らしをしている。
元々は野球をやっていたが、ひじの故障で断念せざるを得なくなり、冷めた目で周りを見ていた。ある日、片思いしている吉永がAKB48のオーディションを受けることを知り、彼女を合格させるため、剃毛と厚化粧のほかストレートロングヘアーのかつらをかぶって女装し、浦川みのりとして自身もオーディションに参加。オーディションで前田の乱入によりその計画が失敗しかけたが、機転を利かせて見事吉永を合格させた。そこまでは計画通りだったが、その存在感が秋元康の目に留まりAKB48に入る気がなかった自分まで特別枠として合格してしまう（後日、吉永からもオーディションの時からみのりは輝いていたと明かされる）。
無鉄砲で初期にはマイクを手にした時に挨拶を忘れて才加にケツキックされたり、吉永の父親を挑発して逆上されたりするなど不遜な一面が目立っていた。とはいえ、根は誠実で義理人情に厚く、奥平が生徒にからかわれていた時には助けてあげたり、吉永が父親に謹慎されていた時には連れ出して劇場に行かせたりするなど、困ったことがあると放っておけないタイプであり、自分よりも他人のことを尊重できる思いやりのある性格と人並みはずれた情熱と根性の持ち主で、それによりいち早く研究生たちの中心人物となり、正規メンバーや最初敵対関係にあった岡部、心を閉ざしていた晴人など、様々な人に認められるようになった。最初は先輩研究生からも相手にされない程の実力しかなかったがだんだんと頭角を現し、後輩にも慕われるようになり、最終的にはチームAシングル選抜まで到達した。
女装だけでなく、変装したこともあり、吉永が父親に謹慎させられていた時には同級生である古谷に変装し、父親を説得して吉永を連れ出したことがある。
吉永とは全兼任まで仲良くしていたが、神8の全力オーラを目の当たりにして今のままではダメだと感じ、今までの助け合う関係を断ち切る決意をし、テレビで吉永とライバル宣言をし、それ以降仲の悪いふりをしている。32nd選抜総選挙の後は吉永との表面上の敵対関係を解除し、12期同期からも「妖怪神崩れ」とからかわれるほど良好な関係を持つようになる。
kurokamiというアカウント名でTwitterをやっており、吉永に優しい言葉を掛け続けたことから、吉永に惚れられる。
在校時は周囲にはもちろん家族にも研究生時代から明かしてはおらず、クラスメイトからは教室にいるほうが珍しいとされていた。
前年の総選挙で秋元康とした約束を8位に入った吉永に使われる形で、32ndシングル「ハニー・ミルク・ラテ」で吉永とともにＷセンターを務めるが、その直後に渡米し「ミス・アフロディーテの妹分」という扱いで全米デビュー、一気に世界的セレブリティの仲間入りをする。ただし本人曰く「英語がしゃべれない」ため、米国での活動は「意外と暇だった」という。とはいえそれなりに英語は話せるようになっており、26巻ではラウル・ゴールドマンが番組収録を打ち切ろうとするところを英語でたしなめている。1年後に日本に帰国しAKBの活動に一旦復帰するが、その後ラウル・ゴールドマンからハリウッド映画のオーディションへの参加を誘われて再渡米、そこで岡部愛（エレーナ）と再会する。
正真正銘の男であるが美女顔で細身、さらにミスチルの高音が出せるくらい男のわりには声が高音であるため女装をすると男であることに気付かれない。女装をしてなくても板野に「カワイイ顔してない?」と評されたり、彼の後姿を見た大島が宮澤と間違えて胸を揉むほど。その一方でみのり時も口調はあまり実と変わらなかったり、自分のことをうっかり「俺」と言ってしまうなどの自分が男であることを示す行動も多い。身体つきは完全に男である。下着は女性用下着も所持しているが、パンツはボクサーブリーフ派でそれを着用した状態で女装したこともある。
これまで一部のメンバーやスタッフ以外には気づかれていない様子だったが、アフロディーテが岡部愛の母親だと気付き、直後にアフロディーテが病院に搬送されたのを知って岡部を連れて病院に行くが、その際に転倒してカツラを落とす。岡部には気づかれなかったが、城ヶ﨑に依頼されて追跡していた『週刊宝春』の安倍に女装がばれ、城ヶ﨑に「卒業公演を欠席しろ、さもなくばこの件を公表する」と脅迫される。その際激しく悩むが吉永を含めメンバーに迷惑をかけたくない、だけど卒業公演をしたい、と自分が心底アイドルになっている事に思い至る。その時に送られた写真が卒業生誕祭を一緒に見ようとしていた妹の雅希の目に留まり、楽屋に持ち込まれて吉永はじめAKBメンバーにみのりが実の女装だとばれてしまう。
公演当日かろうじて出勤するがみのりはすでに限界だった。準備を始めるが城ヶ﨑から追い討ちの電話がかかってきてしまい、開演直前に戸賀崎に手紙とお守りを託して失踪してしまう。現れないみのりに対し公演中止も検討されるなどメンバー内にも不穏な空気が漂う中、楽屋に入れ違いにやってきた雅希によって吉永を含む卒業生誕祭参加メンバーに発覚する。楽屋は一時騒然となるが水野の熱弁や吉永がみのりが『宝春』に狙われていたことを告げ、高橋がAKBを巻き込みたくなかったのでは？と推測すると風向きが変わり、手紙によってみのりの真意が解明されると、メンバー総勢でみのりを捜索する。一旦は脅迫に屈し卒業生誕祭のステージを放棄して逃げ出すものの、吉永の説得を受けて意欲を取り戻し劇場に戻り、AKBのメンバーやスタッフの前で言い訳をしないで謝り、その姿を見た戸賀崎やメンバーの意志を受けて生誕祭が敢行される。その公演の最後で観客に対しビデオメッセージの形で自らの正体を明かすが、諸々の事情でその内容は一般に伝えられることはなく、当日劇場にいた観客の間のみで封印されることになった。また『宝春』の記事もアフロディーテの圧力で撤回・回収されたため、最終的にみのりが実は男であることは闇に葬られた。ただその一件を実は卒業生誕祭当日には知ることもなく、翌日ラウルからの電話で記事差し止めの話を聞いた。身分がばれてないということも翌日、周囲の反応をみて初めて理解した。
卒業後は芸能界に残留せず、コンビニでアルバイトをしながら、みのり以上に熱中できる物はないのかもしれないと思いながらも大学受験を目指し勉強を再開。客として現れた帽子眼鏡の男（秋元康）から直接「仕事なら紹介するぞ？（＝AKB48の運営スタッフ入り）」と誘われたものの「吉永の1ファンに戻る」と断っている。とはいえAKB面々とは完全に絶縁したという訳ではなく、番外編の高橋卒業編では公演打ち上げにゲスト出演している。
吉永 寛子（よしなが ひろこ/ひよこ）
実の同級生。1994年（平成6年）5月19日生まれ（『浦川みのり』卒業生誕祭時点で20歳）。血液型はA。身長155cm。
『AKB48』12期研究生→正規メンバー昇格（所属未定）（99話／さいたまスーパーアリーナ公演最終日）→チームK・国内全兼任（110話／東京ドーム公演初日）→チームK（国内全兼任解除、214話）、派生ユニット『GEKOKU嬢』メンバー。
『AKB48 27thシングル選抜 総選挙』49位（フューチャーガールズセンター）『AKB48 32ndシングル 選抜総選挙』速報14位→最終8位。
最初は親と同居して活動していたが、アイドル活動に反対する父親に事実上勘当されて水野と寮生活を始め、その後帰る家をなくしたみのりも誘い、寮で3人暮らしていたが、その後はマンションで1人暮らしをし、ペットとして犬も飼っている。
運動音痴で歌も苦手であるが、「良い大学を受験するように」と目論む父親から言われた通りに大学進学を目指していたため、全国模試にランクインするほど高い学力を有しており、クイズ番組に出演した時の正解率は高く、難問も難なくクリアしている。進路指導の時には校長からの勧めもあり、父親の願いを叶えるために大学進学を志望していたが、卒業後の進路は吉永の夢に逆らうことができなかった父親の計らいもあり、芸能活動に専念した。その一方で誤解してしまいがちな一面もある。
高校時代のクラスは決して良いところではなかったが、図書委員を務めていたことと高い学力を有することからクラスの中では一目置かれる存在であった。
普段は大人しい性格であるが、前田敦子の大ファン（いわゆる「前田推し」）で気に入らないことがあると感情的になり、クラス内の会話ですら前田を批判する話題を聞くと怒りに任せて雑誌をくしゃくしゃにするほど熱くなる。
幼い頃からアイドルを目指しており、母親は協力的であったが、父親からは厳しくされていたため、その教育方針に辟易しつつも素直に従っていたが、内心は反発しており、時には父親の目を盗んで夜更かししてまでアイドルのDVDを観たこともあった。父親が海外へ単身赴任してからは内緒で以前にも研究生オーディションを受けるが落選。今回が最後と決めたオーディションでは自身の出番の最中にアクシデントと緊張のあまりアピールできず、そのまま終了となり落ち込むが、みのりのフォローが功を奏し合格する。
最初はみのりが前田を嫌っていると思い込み気に入らない様子であったが、シャワー室に閉じ込められた前田をみのりが助けたこと機に誤解と分かり仲良くなる。それ以降はみのりを尊敬し、よき理解者として振る舞うようになる。それはライバル宣言でみのりが離れてからも、表面上では喧嘩をしている風を装いながらも変わることがなく、都築から「一心同体のライバル」と評される。32nd総選挙前日のコンサート前にみのりが寛子をセンターに推そうとしていることを大島から知らされて激昂し、「センターを他人に譲るなんて、そこを目指している人たちに失礼」とみのりをひっぱたくが、いざ自分が8位になったらその約束を盾にみのりとのWセンターの曲にさせてしまう。
物語初期はロングヘアであったが、AKBのオーディションを受ける際に、セミロングに切って前田と似た髪形にした。後にその事を岡部に指摘されたのを機に、憧れであった前田を「乗り越える存在」として見ていく為に再び髪を切り、髪型もサイドポニーに変更した。
SKEに向けて旅立つ直前、みのりにライバル宣言をされて以降、みのりの意図を察して完全に自力で神8に立ち向かう決意をし、みのりとも表面上は仲の悪いふりをしている。そんな中で金色亭八葉の話術を盗んで徐々にMCの才能を開花させ始め、みのりと並び立つほどの実力を持つようになり、ついには大島優子に「優子さんを卒業させる役目は私でもいいですか」と宣戦布告する。
Twitterをやっていて、特にお気に入りがKurokamiだが、それが実／みのりだとは気付いていなかった。一旦Kurokamiのスマホをみのりが見ているのを見たが、落とし物と躱されて信じてしまう。しかしHKT48博多公演翌日に博多駅にKurokamiがいるのに気付いて探しているうちに実を発見、その時の実の発言から、Kurokamiが実のアカウントだと分かり、逃げようとする実を引き止めようとして思わず手を握ってしまう。それをフォーカスされて莉空の引退を巻き込んだ騒動に発展していくが、最終的には自分から事実を語った上で、Kurokami=実から決別するメールを送る。
32ndセンター曲「ハニー・ミルク・ラテ」でみのりとＷセンターを務めた後、35thシングルでは今度はソロでセンターを務める。また翌春には朝の情報番組のキャスターに抜擢された。
みのりの行動に不審な点が多いのは分かっていたが、みのりを女だと信じていた様子であった。しかしみのりの卒業生誕祭当日に写真を見た際、みのりが実の女装だと分かって不審だと思っていた点が繋がったためか、男が紛れ込んでいたのが分かって驚いた表情をしていた他のメンバーの中にあって唯一嫌悪感を示さなかった。そしてみのり名義で実が残した手紙を読んで実がみのりに女装した理由が分かると、公演直前にも拘らず一目散に外に飛び出してみのりを探そうとする。捜索中見つかりにくい秘密の場所を思い出し、そこで実を発見し腹を割って話をして説得に成功する。 みのり卒業後はセンターを担当する公演で、自分がみのりへの変装を提案して実行したりしている。
岡部 愛（おかべ あい）／エレーナ・ノイジー
1995年11月30日生まれ、血液型はA。身長158cm。
『AKB48』11期研究生→正規メンバー昇格（所属未定）（99話／さいたまスーパーアリーナ公演最終日）→チームB（110話／東京ドーム公演初日）→チームBセンター（185話）→卒業（201話）、派生ユニット『GEKOKU嬢』メンバー。
『AKB48 27thシングル 選抜総選挙』32位、『AKB48 32ndシングル 選抜総選挙』速報3位。
AKB48在籍時までの髪型はツインテールであり、その容姿から初音ミクのコスプレをみのりと吉永の計らいで晴人のために嫌がりながらもさせられたことがある。資産家令嬢。研究生公演ではセンターを任されていた実力者で、人気も高くAKB48の次期エース候補と評されている。当初は自分の実力、才能に慢心しており、狡猾で腹黒い面を見せていたが、新しくセンターになったみのり達とのライブを経て自分の行動の愚かさに気付き、その後Xデー公演でみのりが吉永を見舞いに病院に行った時には全面的にみのりを信用する態度が目立つようになる。ラブソングだけは心が入っていかずうまく歌えなかったが、自分を理解し評価してくれる実に恋したことで感情移入して歌えるようになった。
ダンスの才能は折り紙つきでバレエコンクールでの優勝経験もあり、名古屋から東京へ向かう新幹線の中で「転がる石になれ」の振り付けを覚え、チームKの公演で踊れないみのりに代わりステージに立って完璧に踊り切っており、みのりも彼女の才能とプロ意識には敬意を表している。
また、&Jewel側の妨害で歌番組に出演できない時に単身ラージヘッドレコードに乗り込み、涙を見せる芝居をしてMAYAとラージヘッドレコード社長を完全に騙すほど演技力も高い。
幼い頃軽井沢に住んでいたことがあり、その時MAYAとも出会っている。MAYAが誰だか最初は忘れていたが、楽屋で&Jewelのプロフィールを見て思い出し、コンサートの舞台裏でMAYAに対し本名で声をかけている。
みのりと吉永が『AKB48 32ndシングル選抜総選挙』に立候補した当日のB公演で圧倒的な存在感を示し、のちにチームBセンターに任命されるが、チームBを知る渡辺麻友に「こんなのB公演じゃない」と評される。しかし速報3位になったにもかかわらず、AKB48 32ndシングル選抜総選挙4日前に突如卒業してしまう。
卒業後は渡米し、ロサンゼルスで全米デビューに向けレッスンを受け、「エレーナ」の芸名でCDデビュー。わずか1年でCD売上が1000万枚を突破するという大ブレイクを果たした。髪型もツインテールからシャギーがかかったロングヘアにした。その後、ラウル・ゴールドマンと共演する映画のオーディションでみのりと最終審査まで競うが、審査中に母親（ミス・アフロディーテ）が倒れたという一報を受け、審査を放棄したみのりに病院に連れて行かれる。
水野 春子（みずの はるこ）
『AKB48』12期研究生→チーム4（207話／32nd選抜総選挙開票イベント）、『AKB48 27thシングル 選抜総選挙』64位、『AKB48 32ndシングル 選抜総選挙』速報52位→最終44位。
12期研究生のうち、みのり以外では黒髪でない唯一のメンバーである。福岡県出身。寮生活をしており、吉永とみのりが来るまで1人で部屋を借りていた。
男勝りで口調も乱暴であり、時には口より先に手が出ることもあるが、本性は仲間思いで面倒見の良い思いやりのある性格。研究生公演の客が入らなくても楽しければいいという考えであったが、みのりの発言に触発され、同期生のセンターであるみのりを支える態度も目立つようになる。チームKの公演に出ることになったみのりに対して根性注入のビンタをしたり、戸賀崎にXデー公演の中止を宣言された時も「私たちがみのりを信じなくて誰が信じる」とみのりを擁護し、みのりが戻ってきた時は自分の頬を引っ叩き「みのりのことをさっき少し疑った」と反省する。また、『GEKOKU嬢』が結成された際選ばれたメンバーと他の研究生との間に確執が生まれ、自身も家族の都合でAKB48を脱退しようとした時には居合わせた前田にお願いして演技をし、上手くとりまとめることに成功している。なお、家族の都合は水野の早とちりで間もなくAKB48に戻ってきている。みのりが大阪にたつ際、寮にて吉永との「決別」を問い詰めるが、みのりから直接理由を聞いている。
寮では裸になることが多く、その都度みのりを困らせている。寝相が悪く、吉永を跨いでみのりの上で無防備に寝ることもある。
AKB入りの前は、福岡で女性だけで構成されるバイクチームの総長を務めていた。HKT編では、落石で移動バスが立ち往生し次のライブ会場への移動が困難になったみのり達の前にかつての仲間を率いて現れ、バイクでみのり達HKT48メンバーを運んだ（ついでにライブにもサプライズゲストとして出演した）。 みのり卒業生誕祭にも参加しその楽屋でみのりの正体も知るが、「だからなんだよ!頑張ってきたあいつなら真っ先にステージに立ちたいと願うはずだろ!」とフォローする。
有栖 莉空（ありす りあ）
1998年（平成10年）3月20日生まれ。血液型はAB。身長146cm。『AKB48』14期研究生、国内全兼任→活動辞退（195話）→みのり卒業生誕祭(254話)。『AKB48 32ndシングル 選抜総選挙』速報29位。
みのりの妹分。みのりと吉永が正規メンバー昇格後初めてテレビに出るときに一緒にメンバーとして出演。登場時は14歳でありながら、ダンススキルは岡部と双璧をなし、次世代のエースと呼ばれており（裏では運営の推しと言われている）、研究生になると同時にセンターに抜擢されるほど。
もともとは&Jewelの所属するラージヘッドレコードに所属していたが、&JewelとGEKOKU嬢のライブを見てみのりの大ファンになり、みのり会いたさにラージヘッドを辞めてAKB48に入った。
名古屋、大阪ではみのりと同じ部屋に住んでいる。
ダンスの能力は非常に高く、研究生公演では春子をはじめ他のメンバーを圧倒し、さらにSKE48との初顔合わせでは振付を完全にマスターしSKE48のメンバーを唖然とさせていた。NMB48編ではダンスバトル直前に拉致されたみのりに代わって都築の開発した覆面を被って参戦し、突如レベルの高くなったダンスバトルで決勝3位に入賞する。
漫画やアニメなどのいわゆる「2次元」系のオタクであるが、現実世界（いわゆる「3次元」）には興味がない。ただし、みのりに対しては「2.5次元」として特別扱いである。
性格は小悪魔的で、みのりが男と知ってからはそれをネタにわがままを言う描写も多数見られる。少女時代はキャラクターのカード収集が大好きなお転婆な少女で公園ではボスのような存在であった。また、アイドル活動より恋愛を優先しており、みのりと一緒ならAKBグループを辞めることになってもいいとみのり本人に語っているほどである。視力が悪いのか、プライベートやオフの日には眼鏡をかけていることが多い。
元々は9歳の時にスカウトされ、ジュニアアイドルとして活動していたが、実は難聴を患っており、すでに右耳が聞こえず、左耳も補聴器がないと聞こえない。また、身体に無理をかけると、平衡感覚を失う。医師からは「近いうちに完全に聴覚を絶たれる」と宣告され、両親からも「辞めるように」と勧めたため、ラージヘッドを退社したが、内緒でAKB48オーディションを受け、合格した。父親からは健康面を優先させるために反対されたが、母親と泣きながら説得して父親を認めさせ、AKB48に加入した。みのりを好きになったのも、彼らのライブの最中だけはその恐怖を忘れ、ライブを心底楽しめたからであった。そのためみのりと一緒にいる時は、常にみのりの声が聞こえるみのりの右側にいる。
みのり恋しさに入ったAKB48であるが、実が好きなために敵意をむき出しにしていた吉永の人となりに触れていくうちに吉永にも好意を持つようになる。吉永のスキャンダルをいち早く知ると、スキャンダルをもみ消そうと編集部に乱入し、それも無理と判明すると、事実ではない自身の飲酒・喫煙のでっち上げ記事を送って吉永のスキャンダル記事をもみ消す。その結果活動停止となるが、事実を知ったみのりの発案で生誕祭を開催してもらい、AKB48のメンバーからは円満な形で卒業させてもらうことができた。
卒業後は聴覚障害の治療のために渡米。状態は小康を保っているようで、みのり・吉永の2人がプライベートでハワイ旅行に出かけた際には現地で2人に合流し、元気な姿を見せていた。みのりの卒業生誕祭では、観客として来場していたがメンバーの様子から異変を察し、ステージを放棄して逃げ出したみのりの代わりに前座つなぎ役として久々にステージに立ち、ブランクを感じさせないダンスで観客を魅了した。最終話では、実がバイトするコンビニに時折顔を出していることが明らかにされている。

### その他AKB48研究生
田子 千明（たご ちあき）
『AKB48』12期研究生で研究生公演メンバー。
よく水野らとつるみ、弱音を吐くことが多いが、チームK公演終了後に練習し続けるみのりに触発され残って練習をするなどみのりに影響されることがある。みのりがXデー公演直前に劇場を抜けた結果戸賀崎に公演中止を宣言された時も、みのりが吉永を心配してのアクションであると理解して「（みのりを）信じたことに悔いはない」と言い切る。チームKへの昇格を希望している。
24巻時点でAKB48に残っている12期生のうち、唯一正規メンバーへの昇格が明らかにされていない。『AKB48 32ndシングル 選抜総選挙』でも12期の中で1人だけ圏外に沈むなど不遇の人。
前園 理歌（まえぞの りか）
『AKB48』12期研究生で研究生公演メンバー→チーム4（207話）。『AKB48 32ndシングル 選抜総選挙』最終50位。
千絵の妹。お団子お下げの髪型が特徴的。研究生公演のレコーディングの時みのりと吉永と一緒に収録した。無口でよく水野や田子とつるんでいる。
前園 千絵(まえぞの ちえ)
『AKB48』12期研究生で研究生公演メンバー→チーム4（207話）。『AKB48 32ndシングル 選抜総選挙』速報圏外→最終64位。
理歌の姉。髪をポニーテールにしている。よく水野や田子とつるんでいる。研究生相手によくキスをしたがり（特に吉永のような初心な娘と）キス魔と呼ばれている。チームBへの昇格を希望している。みのり達のGJデビューが決定した時は嫉妬のあまり暴言を吐いたこともある。後に髪型をショートにした。
深海 由美（ふかみ ゆみ）
『AKB48』12期研究生。研究生公演のレコーディングの時みのりと吉永と一緒に収録した。パート割表に名前が掲載され姿も確認できるが現時点で顔の描写はなく、研究生公演のメンバーに選ばれたかは不明。

### スタッフ・関係者
サクラ
『AKB48劇場』の現場チーフ。舞台制作会社の劇場開場当時からのベテランスタッフ。時間をかけて舞台のせりを丁寧に拭いたり、マイクを揃えたりするのでトロいと評される。しかしそのやり方は高橋に「ステージを大事にしている」と認められていて、高橋や指原には「サクラちゃんが現場にいるなら絶対にいい舞台になる」と全幅の信頼を寄せられている。みのりに「今の研究生公演で満員にするのは難しい」と言うが、その後高橋との話で裏方の想いに気付いて率先してチームを引っ張るみのりを見て、みのりが高橋の再来ではないかと感じるようになった。卒業公演ではピンチを察知した莉空の熱意に負けて、本来は解雇されてステージに立てない莉空をステージに立たせる決断をする。実在するスタッフがモデル。通称は、苗字である「佐倉」からきている。

#### クイーンレコード関係者
『GEKOKU嬢』のレコードレーベルであり、架空のレコード会社。地下のこぢんまりとした場所にあるなど弱小事務所である。
妃 忠祖（きさき ただもと）
『クイーンレコード』の創始者で、芸能界50年を経験してきた知る人ぞ知るカリスマで現在は会長。清掃員も兼ねており、GEKOKU嬢のメンバーにセクハラを行なっている。しかし性格は温厚で物腰が柔らかく、彼女たちを非常に気に入っており、秋元に対して売れる自信を抱いている。その一方でみのりが男だと見抜いている節がある。故事成語をよく使う。
妃 忠男（きさき ただお）
『クイーンレコード』代表取締役社長。GEKOKU嬢のレーベルを受け持つことになったが、彼女たちが研究生であることを知らなかったようで、それを聞いたとき戸惑っていた。
喜嶋 太一（きじま たいち）
『クイーンレコード』の社員で、GEKOKU嬢のマネージャーを務める。イケメンだがナルシストの上に酷くおっちょこちょいな性格。しかし情熱は人一倍あり、彼女たちを売り込もうと躍起になる。
憂名 稲子（うれな いなこ）
『クイーンレコード』に所属する演歌歌手。CD売上3,000枚とクイーンレコードのトップ売り上げを誇る。GEKOKU嬢と絡んだことはないが、喜嶋の回想で度々登場している。

#### 番組スタッフ
都築 遥佳（つづき はるか）
放送作家。GEKOKU嬢のファンで&Jewelが出演する自分の大学の学園祭に前座としてねじ込もうとしたり、熱湯風呂の番組をオファーを出したりしている。学園祭では&Jewel側の妨害に対して激しく抵抗したり、熱湯風呂の番組でクビ覚悟で番組プロデューサーが仕立てた演出の台本を壊してでも勝ってほしいと祈っている。
大学時代はメガネっ娘で髪形はおさげであった。大学卒業後は番組制作会社に入り、『NMB48』の冠番組「NAMBER8」のプロデューサーを務める。髪形もストレートにし、コンタクトレンズに変えたのかメガネを外したが、その後もメガネをかけることが時折ある。GEKOKU嬢にとっては良き理解者であるが、放送事故を意図的に起こして番組終了を目論む金色亭八葉の弱みを握っており、八葉にとっては頭が上がらない存在である。
兼岩（かねいわ）
番組プロデューサー。熱湯風呂の番組で初めから&Jewelが勝つ台本を仕立て、「俺の台本を壊したら芸能界に居場所がなくなる」と都築に圧力をかけるが、台本を壊さずに目立つ作戦を遂行したみのりの表情にいち早く気づき、逆に興味を持ち年末のクイズ特番にGEKOKU嬢を推薦する。面白ければやらせも許容するスタンスであり、&Jewelが入るお湯だけぬるくして有利にさせたり、MAYAの気づく場所にクイズ番組の回答集を置いたりしている。
郡司（ぐんじ）
NMB編に登場する、「NAMBER8」のスタッフの1人。金色亭八葉の手先となり、番組の視聴率を下げるために偶然や事故を装って様々な妨害工作を仕込んだり、有栖にそのからくりがバレそうになると、脅して口止めしようとする。

### &Jewel（えんじぇる）
大手レコード会社「ラージヘッドレコード」が40億円を投じてデビューした3人組アイドルグループ。GEKOKU嬢と同日デビューであり、CD売上げを競うことになる。
MAYA（まや） ※&Jewel活動時は「MAYA」表記、それ以外の時は「のぶ子」表記とする。
本名は鈴木のぶ子（すずき のぶこ）。1995年（平成7年）10月23日生まれ。GEKOKU嬢と同時期に最大手事務所からデビューするアイドルグループ『&Jewel』のセンター。
自分さえよければそれでいいという超自己中心的な性格で、少しでも気に入らない事があるとすぐにスタッフを解雇したり、陰湿な手口でGEKOKU嬢の妨害をしたりする。
小学4年生の時に家を出て行った父親と病弱で昼間はパート労働者として1日中働いていた母親に代わり、5人きょうだいの長女としてきょうだいの面倒を見るなど、裕福とは言えない少女時代を過ごす。少女時代は家事・育児を自分1人で真面目にこなし、兄弟ゲンカに対しても毅然とした態度で一喝するなど、長女としての自覚を持ったしっかり者であり、誠実で頼もしい性格であった。幼い頃からアイドルに憧れ、母親の反対を押し切って10歳でダンススクールに通い始める。すぐにスクール内で一番になるも、1年後に東京から転入して同じダンススクールに来た岡部愛にトップの座を奪われ、そのときの岡部の態度を根に持ったことが後のGEKOKU嬢と&Jewelの関係を決定付ける。3年後、母親が病気で他界しても強行したオーディションで合格。陰ながら応援してくれていた母親のために芸能界での成功を決意し、それが高じて次第に手段を選ばずに出世を企てるようになる。合格しなかったら高校には進学せず、就職するつもりであった。
長野県の出身であり、冷静さを失うと方言が出る。ただしグラビアでのプロフィールでは田舎者扱いされることが嫌なのか、東京都出身と記載していた。
『&Jewel』解散後も本名で呉野とともにアイドル活動を続けており、飾り気のない自分を出すようになった。24巻で再登場した際は「ゴシップ記事好きで『週刊宝春』や写真週刊誌を愛読している」という新たな一面が明らかになっている。
KYOKA（きょーか）
『&Jewel』のメンバーで、本名は不明。ほとんどMAYAの言いなりになっているが、スタッフの解雇やGEKOKU嬢の妨害に直接関わることはない。『&Jewel』解散後の消息は不明。
SERI（せり）
『&Jewel』のメンバーで、本名は不明。KYOKA同様MAYAの言いなりになっている。『&Jewel』解散後の消息は不明。

#### ラージヘッドレコード関係者
架空の大手レコード会社。自社ビルを所有するなどクイーンレコードとは比較にならないほど規模が大きい。
城ケ﨑（じょうがさき）
ラージヘッドレコード社長。下の名前は不明。『&Jewel』が所属する事務所の社長。完全な権威主義、拝金主義者で、「芸能界は金と事務所」と信じて疑わない。
&Jewel（特にMAYA）を甘やかしており、自己顕示欲の塊に育て上げ、潤沢な宣伝費用でAKB48ごとGEKOKU嬢を潰そうとしている。&JewelとGEKOKU嬢との対決でも舞台裏で数々の卑劣な妨害を仕掛けるが、機転を利かせたGEKOKU嬢に悉くいなされる。さらには金にものを言わせた戦略が仇となりファンとの絆を蔑視したばかりに&Jewelは完敗。それでもなお往生際が悪く、自分の持ち金で街中のCD屋を回り売り上げを伸ばそうと悪足掻きをするが、数字は届かず&Jewelの売り出しの失敗の全責任を取らされる形で、社長の座を追われ失脚した。
そのことから中心人物であるみのりを逆恨みし、GEKOKU嬢のスキャンダル写真を探していた際、AKB48に入る以前のみのりの経歴が全く不明であったことから不審を抱き、探偵を使って「浦川みのり」が存在しないことを突き止め、宝春の安倍に教えて正体を突き止め、そのことでみのりを脅迫したうえで宝春に掲載してみのりを社会的抹殺しようと復讐を企むがアフロディーテやラウルによって失敗に終わる。
呉野（くれの）
『&Jewel』のマネージャー。自分の仕事を粛々とこなす人間で、MAYAのわがままに振り回されている。

### メンバーの家族・親族 ・ペット

#### 浦山家
浦山家は母子家庭で妹の他に母親が登場している。家庭内での私生活について描かれることがほとんどないため、実の家族はあまり登場しなかったが、連載終盤で雅希が度々登場している。
浦山 雅希（うらやま まさき）※実／みのりとの区別のため、「雅希」表記とする
実の妹。1997年10月9日生まれ。血液型はA。身長158cm。
みのりが初公演でセンターに選ばれた時に実と会話しているが、アイドルに興味のないはずの実がAKBが好きだったと聞き驚いていた。登場時は小さく描かれており、明確な顔の描写がなかった。
その後しばらくは登場していなかったが、みのりたちの国内全兼任が終了したあたりで再び登場し、母から実の様子を見に行くよう頼まれてマンションに来たが、その時の部屋にある実の持ち物から実を誰かのヒモだと勘違いしている。
その名前故に男性でも使われることがある名前であるため、吉永はみのりが忘れたスマホを手にした時には名前からしてみのりの彼氏と勘違いしたことがある。
実が熱狂的なみのりファンだと思っている節があり、みのり卒業生誕祭を実と一緒に見ようとマンションを訪れた時、城ヶ﨑が送った脅迫の写真からみのりの正体が兄の実だと知り、確かめるためにAKB劇場にメンバーに確認を取りに行き、メンバーに真実を気づかせるきっかけとなった。
浦山実の母親
第5巻の番外編と第49話の電話の声で登場。下の名前は不明。専業主婦ではないが、具体的な職業については不明。呑気な母親で放任しているように思えるが実の私物を大切に残してあげたりするなど、本当は気にかけている。実が家を出ている間に内緒で転居したことを知った実は激昂して母親に問い詰めたが、転居先の部屋の少なさから実を自立させるために1人暮らしとアルバイトを勧めるように諭した後、「死ぬなよ〜」と言葉を残して電話を切った。それ以来、登場していない。

#### 吉永家
吉永家は吉永と両親の家族構成。父親が教育の主導権を握る父権主義の家庭環境であり、父親と母親とでは性格も教育方針も相違している。父親は亭主関白で教育面では厳格であり、逆鱗に触れたことで吉永を表向きは勘当し、自宅への出入り禁止を命じている。一方、母親は教育面では寛容であり、父親とは異なり吉永を勘当することはなく、自宅への出入り禁止は特に命じていない。また、両親の下の名前は不明。両親のその性格ゆえに機能不全家族を想起させる家庭環境にも見えるが、家族愛は深く、夫婦仲も良い方であり、最終回では夫婦揃って劇場公演に観に来る1コマで登場している。また、吉永がマンションで1人暮らしを始めた頃からはペットとして犬を飼っている。
吉永寛子の父親
オーディション時は海外赴任していたが第43話の時点で帰国している。堅物で威厳がある昔気質の頑固親父を装っており、人の耳を傾けず自分の考えを横暴に振り回すなど自分の思い通りにならないと気が済まない強情な性格。無愛想で常に厳しく、自分より立場の弱い者に対しても柔和に接することはなく強気な姿勢を貫いている。基本的に吉永からは「お父さん」、母親（妻）からは「あなた」と呼ばれている。一人称は「私」。
強大な権威を持つ父権主義者であり、亭主関白で父親としてのプライドが人一倍高く、娘の教育の主導権を握る教育熱心な父親であり、吉永に対しても良い大学に入学させ、安定した収入のある男性と結婚し、安定した将来を送ることを目論んでいる。しつけや教育に対しても必要以上に厳しく、教育方針も極めて卑劣で父親に絶対服従させるものであり、我が子を甘やかしたりやりたいことに対しても理解を深めたりするなど、互いに思いやることは一切せず、自分が目論むことを一方的に強要するほど自分の考えや価値観を優先し、吉永に対してことあるごとに干渉している。母親に対しても少しでもたしなめられた程度でも無視し、時には逆上するなど、それゆえに妻子にとっては恐れ多い存在であり、衝突も絶えない。とはいえ、対応は飴と鞭であり、普段は冷静で素直に従えば穏やかになるほど根は優しいが、本性は感情の起伏が激しく、少しでも自分の意に従わないことがあると感情に任せて小言や嫌味を発し、時には恫喝までしたり、父親にとって気に入らないものに対しても罵倒したり強引な手口で排除するなど、身勝手に理不尽とも思える示威行動を取る。
夢など非現実的なものの存在を否定し、現実を強要する現実主義者でもアイドルそのものに対しても偏見の目で見るアンチの1人でもあり、吉永がアイドルになることを強く反対している。アイドルそのものを見ると暴挙に出ることがあり、みのりが挑発して「アンタ」呼ばわりされた時には挨拶がわりに「君はAKBか」と逆上して「不良娘の集まり」「ふしだら」などとAKB48ごと悪しざまに罵倒し、それを聞いたみのりは怒りを買って父親を殴ろうとしたが、父親が吉永を連れ出すと同時に返り討ちにしてしまい、みのりに因縁をつけてしまう。アイドルが出演しているテレビ番組を見ただけでも一方的にテレビの電源をオフにしたり、吉永が夜更かししてリビングでアイドルのDVDを見ていた時には見せしめに吉永が所持していたDVDを力任せに破壊し、現実への強要とも思える態度で恫喝までして締め上げたこともある。
アイドルをしていることを知ると連れ戻し謹慎させるが、脱走したことで劇場まで追いかけて再び連れ戻そうとする。しかしアイドルの道を選んだ吉永の抵抗と戸賀崎の体を張ったフォローで諦め、「二度と家の敷居を跨ぐな」と自宅への出入り禁止を命じ、事実上勘当した。
このような父親であるため、妻子を辟易させる存在であるが、根は家族想いな父親で妻子に対する愛情は深く、帰り際に吉永の体を気遣うなど心配する一面を見せたり、今時の若者らしい趣味も持っており、吉永が小学生の時にはお揃いのTシャツを着てプリクラを撮ったりして可愛らしい一面も見せている。母親に対しても亭主関白ぶっているが本当は愛しており、夫婦揃って劇場公演へ連れて行かせたりするなど、家族サービスも欠かせない良き父親ぶりも見せている。
吉永にとっても嫌な父親として表向きは父親の横暴に辟易し、反発しているが、父親にプリクラを撮らせて貰った時にはそのプリクラに「パパ大好き」と書いたり、父親に言われたとおりに大学進学を目指していたお陰で高い学力を身につけることができたため、クイズ番組に出演した時には難問も正解できたことから陰で感謝するなど、根は素直で心底憎悪することはなく、厳しいながらも尊敬できる存在である。
その後しばらくは登場していなかったが、吉永が進路指導で家に戻ってきた時に再び登場し、父親は吉永を追い返したが、吉永は父親の根本を変えない強気な姿勢に対して泣きながら不満をぶちまけ、親子喧嘩となってしまうが、父親は吉永がフューチャーガールズ入りしたことに対して他のメンバーと比較して吉永の出来の悪さに辛辣しており、激励のつもりで「赤点だ」などと評してしまい、吉永にとっては未だにアイドルとしての実力を認めることができず、一方的に嫌味を発して貶められたと思い込んで号泣し、家を飛び出してしまう。その後父親はMVを観て吉永のダンスや歌唱力の悪さに辛辣するが、改めて「こんな顔もできたものだ」と吉永のその実力に感動し、涙を流して自分の敗北を認め、吉永の夢に逆らうことができなかったこともあり、校長にアイドルに専念することを頭を下げて願った。表向きは吉永とは絶縁状態で和解するつもりもないが、完全には見捨てておらず、陰では気にかけており、本当は娘とのコミュニケーションが不器用なだけである。みのり卒業後は吉永の1ファンになっている写真が母親によって撮られている。
吉永寛子の母親
吉永が進路指導で実家に戻って来た時には家にいたため、専業主婦と推測される。吉永に対しては普段から謙虚で慈愛に満ちた態度で接しており、教育面においても褒めて伸ばすタイプでアイドル活動にも協力的であり、吉永が父親に自宅へ出入り禁止を命じられた後も進路指導で家に戻ってきた時には受け入れたりするなど、良き理解者として接しており、おおらかで思いやりのある心優しい性格をした良識的な母親であるが、力関係においては父親に敵わないほど根本は気弱で頼りない。父親に対しては海外へ単身赴任していた頃は吉永がオーディションや公演、入院した時にはうまくごまかしてフォローしたため事なきを得ることができたが、意見を直接述べることができず、横暴で厳しすぎる態度や教育方針には辟易しており、時には「あなた」と窘めてはいるが、その度にいつも無視や逆上されたりするなど、その対応にはいつも苦労させられている。吉永が夜更かしをしてアイドルのDVDを観ていた時に父親が制裁として見せしめにアイドルのDVDを破壊し、恫喝した時には呆れてものを言えないほど注意さえすることができず、呑気に見て見ぬふりをしてしまったり、吉永が進路指導で家に戻ってきた時に父親が吉永を追い返したことに対して注意した時には父親に「お前は黙ってろ」と逆上されてしまい、時には鍋の火を消し忘れるなどそそっかしい一面もあるなど、よりによって毅然としない母親で肩身の狭い思いを強いられている立場の弱い存在であるが、吉永が父親と親子ゲンカをして父親に激励のつもりで一喝されて家を飛び出したことに対しては吉永に父親からの激励であることを諭し、2人の不器用さを嘆くなど、陰では弱みを握っている一面もある。
K太
吉永が住むマンションで飼っているペットの犬。名前の由来は吉永が所属するチームKに由来する。吉永を気に入っており、家に男が来ると噛みついたり激しく吠え立てたりして追い出そうとする。みのりのことも男と見抜いてるようで、成り行きで仮眠しに来たみのりと壮絶なバトルを繰り広げた。

#### 岡部家
岡部家は資産家で豪邸に暮らしている。岡部の部屋には大きなベッドがある。家族については母親が登場しており、ミス・アフロディーテとして歌手活動をしている。その他の家族については登場が確認されていない。
ミス・アフロディーテ／岡部 蘭（おかべ らん）
世界的に人気の歌手・セレブリティ。「世界に最も影響を与える100人」に10年連続で選ばれるほどの人物で、通称は「女帝」。
岡部愛の母親で本名は岡部蘭。岡部からは「ママ」と呼ばれている。岡部が幼少の頃には就寝前にキスをするほど娘に深い愛情を持つ母親であり、アイドル活動に対しても協力的な方であるが、内心は岡部の実力を未だに認めていない節もあり、時には辛辣な言葉を投げかけたりすることもある。
初登場は『NAMBER8』のダンスバトルで、自分のバックダンサーをバトルに参加させる。その後なぜかみのりに目を付け、ハワイ旅行中のみのりと会うために自らもお忍びでハワイに飛んだ。秋元康とは旧知の仲らしく、みのりを自分の妹分に借り受ける際には秋元に直接電話で許可を取っている。
芸能界での権力はかなりのものであるが、その一方でみのりに対しては気にかけるほど一目置いており、なんだかんだで味方をするなど、みのりにとっては良き理解者の1人でもある。みのりの正体が『週刊宝春』にバレた際には、その記事が掲載された号の発売日前々日（＝みのりの卒業公演日）に自ら編集部に乗り込み、みのりの記事の掲載撤回（事実上は発売延期・回収が不可避となる）を要求。さらに自らの影響力をフルに駆使して、『宝春』自身の黒い話をリークし広告スポンサーや他の芸能プロダクションなどに一斉に『宝春』及び出版社から手を引かせるという動きに出た。「みのりはあなたたちが手を出していい存在ではない!記事を出すか世論を敵に回すかを選べ!」と一喝した（これにはさすがの『宝春』も圧力に屈しざるを得なかった）。ただその埋め合わせのためか、最終話では「ミス・アフロディーテとラウル・ゴールドマンが熱愛!?」という記事を『宝春』にスクープさせている。尤も、これはみのりを円満な形で卒業させる目的で事なきを得るために行使されたものである。その甲斐もあってみのりは盛大なものではなかったが、円満なかたちで卒業することができた。

#### 有栖家
有栖家は有栖と両親の家族構成。岡部同様、資産家であるが、高級マンション暮らしであり、自宅には数万冊の蔵書がある書庫や通信カラオケ完備のホームシアタールームがある。両親は甘やかさない一面もあるが、愛情に満ちた円満で裕福な家庭環境であり、家族関係は良好な方である。
有栖 隆（ありす たかし） ※有栖莉空との区別のため、「隆」表記とする。
有栖の父親。1974年（昭和49年）10月生まれ。濃厚がヒゲが特徴的。2010年（平成22年）までに各種運転免許を取得している。有栖からは「パパ」、母親からは「あなた」もしくは「隆さん」と呼ばれている。芸能関係の仕事をしており、業界でもかなりの権力を持っている。
有栖のことを普段から気にかけており、ジュニアアイドル時代は活動に協力的であったが、聴覚障害に侵されてからは健康面を優先するようになり、それまで活動していたジュニアアイドルを辞めるようにといって引退させたりしたが、AKB48オーディションに合格したことを知ると「もっと自分の体を大切にしろ」と厳しい態度で一喝し、反対したが、有栖と母親が泣き落としてまで説得されるとそれに負けてしまい、仕方なく認めるなど、根は素直で人の耳を傾けることができる物分りの良い性格であり、妻子には案外弱い一面もある。とはいえ、有栖への愛情は深く、時には思いやりのある態度で有栖に話かけたりもしているが、空港でチケットを紛失したりするなど、案外間抜けな一面も持っており、どこか憎めない部分もある父親である。
有栖莉空の母親
下の名前は不明。性格は温和で愛情に満ちた母親であり、有栖に対しては普段から可愛がっているが、しっかり者であり、有栖がAKB48オーディションに合格した時、有栖の健康面を優先する隆の反対を押し切るため、有栖とともに「ママのためだと思って」と泣き落としながら必死に説得した。一方で電子掲示板に有栖の中傷ネタが書き込まれた時にはネット閲覧を禁止したりするなど、ダメなものはダメというタイプで甘やかさない一面も持っているが、常識的で穏やかに注意するタイプである。

#### 鈴木家
鈴木家の家庭環境は貧困な大家族であり、のぶ子（MAYA）、弟2人、妹2人の家族構成。父親はのぶ子が10歳の時に家を出ており、母親も後に病気で亡くしている。のぶ子と長弟（裕介）と末妹（ふみ）以外の名前は不明。兄弟と母親・姉妹では性格が異なり、兄弟は兄弟げんかをする典型的な腕白少年であるが、母親と姉妹はしっかり者に設定されている。MAYA以外みのりたちと接点はないが、MAYAの回想で登場する。
MAYA（鈴木のぶ子）の母親
病弱ながら朗らかに生きる母親であり、父親が家を出た後は昼間は青果工場にパート労働者として勤務しており、家事・育児はのぶ子に任せている。のぶ子からは「お母さん」、他のきょうだいからは「母ちゃん」と呼ばれている。性格は温和で心優しく、子供たちに対しても低姿勢で慈愛に満ちた態度で接しているが、根本はしっかり者でダメなものはダメと口にするなど甘やかさない一面も確かに持っており、のぶ子に対しては自分がやりたいことよりも弟妹の面倒や家事を優先させたり長女としての自覚を持つような言葉を口にすることもあるが、穏便な態度で常識的に諭す形で対応する。ダンススクールに通うことも反対したが、のぶ子が母親の反対を押し切ってダンススクールに通い始め、母親の財布から費用を抜き取ったりしたが、根は娘の事情を理解することができる母親であり、母親の財布の中から1万円以上切らさないことを条件にダンススクールに通うことを認め、パートのシフトを増やしてまで尽力するなど、のぶ子のよき理解者となるが、病弱な体を堪えてシフトを増やしてまで働くことには無理があったのか、その後は入院し、のぶ子がオーディションの時に他界する。
鈴木 裕介（すずき ゆうすけ）
のぶ子の長弟。直情的な腕白少年であり、口より先に手が出る乱暴者でケンカ早く、次弟とはよく兄弟ゲンカをするが、のぶ子には頭が上がらない。
MAYA（鈴木のぶ子）の次弟
下半身ブリーフ姿が特徴的。裕介同様の腕白少年であり、よく兄弟ゲンカをし、のぶ子にも頭が上がらないが、実は泣き虫で自分の都合が悪くなると裕介のせいにする一面もある。
MAYA（鈴木のぶ子）の長妹
性格はしっかり者でふみの面倒をのぶ子に促している。普段はおとなしく心優しいが、ふみが泣き止まなくなると冷静さを失った状態でのぶ子に注意することもある。
鈴木 ふみ（すずき ふみ）
のぶ子の末妹。のぶ子が10歳の時点では赤ちゃんであった。

### 音羽高校
音羽高校は実と吉永が通っていた高等学校。古谷と奥平先生以外の氏名は不明。奥平先生以外の登場人物はあまり登場しない。

#### 生徒
古谷（ふるや）
実の友人でAKB48のファン。下の名前は不明。フレームが太いメガネを着用している。学級委員を務めている。
実は吉永を連れ出すために父親を説得する目的で古谷に変装したことがあるが、吉永に見破られてしまう。

#### 教職員とその家族

##### 奥平家
奥平家は奥平と妻子の3人家族。なお、奥平以外の家族はセリフのみ登場する。
奥平 学（おくだいら まなぶ）
実と吉永の高校時代の恩師。古文の先生で妻と娘がいる。45歳の中堅教師であるが見た目は薄毛でそれより老けて見えるため、生徒から初老呼ばわりされたことがある。三度の飯や仕事よりアイドルが大好きな典型的なアイドルオタクであり、一人称は「僕（ボク）」。
登場初期は授業に集中しなかったりからかう生徒を注意さえしなかったり、ヤンキーですらびびってしまうほど気弱で存在感のないダメ教師ぶりが目立っており、生徒にもなめられる存在であったが、生徒に絡まれていた時に実に助けられる。
教師を辞めようと考えていた時にたまたまAKB48劇場の前を通り、みのりの初舞台を見てからみのりの大ファンになる。昼ご飯をおにぎり1個でしのぎ、それにより浮いたお金でみのりの生誕祭公演のチケットをばら撒いたうえ、自分の分のチケットも目の前で紛失して立ち去ろうとしていたグループに与える。それを公演に来たファンから聞いたみのりは「（彼を騙すことができないから）ファンを辞めてほしい」と頼むが、自分がファンを辞める時はみのりが選抜のセンターになった時だと語る。その思いは純粋で、Xデー公演で高橋に「なぜみのりを応援するか」と聞かれた時に、「ただただこの先も劇場で彼女を見たいだけ」と語る。
普段から温厚で物腰が柔らかい性格であるが、ライブなどの応援では高揚して熱くなる。公演に当選した時には嬉しさのあまりに涙が止まらなくなるほど泣き出すなど、意外と性格は激しい。その熱意が結果的にみのりの窮地を救うことになる。
前記したとおり、もともとはダメ教師であったが、回を追うごとに教育者らしい行動を取るようになり、&Jewelファンのヤンキーに絡まれた時には感情が高ぶって「君は真のアイドルを知らないだけだ」と一喝し、そのヤンキーを黙らせるほど熱くなるなど、頼もしい一面も見せている。みのりが全兼任として全国を巡回する際も各地に現れみのり推しとして活動し、時には現地のファンに指導をしたりした。実と吉永が長期欠席後に復学した時には卒業できるように尽力し、その甲斐があって実と吉永は大量の補習を条件に卒業することができた。一方、家庭内では娘から蔑まれている。
選抜総選挙の時には紙袋4袋分のCDを買い占めたことがある。自宅に自分の居場所がないためか、投票は自宅のトイレで行っている。
奥平 真心（おくだいら　まみ）
奥平の娘。奥平のことを軽蔑しており、トイレから出てこない奥平に対して「きもいからコンビニのトイレに行ってくる」とあしらう。
奥平学の妻
下の名前は不明。真心がトイレに入りたかったため、トイレから中々出てこない奥平に対して注意を促す。

##### その他の教職員
担任の先生
実と吉永のクラスの担任。毅然とした若手の教師で長いもみあげをした髪型が特徴的。登場時は後姿のみしか描かれていなかった。それ以来登場していなかったが、進路指導の時に再び登場する。吉永に対しては校長とともに親の気持ちをネタに出して半ば強引に大学進学に持っていこうとするが、最終的には娘の願いをかなえてほしいという父親の話を聞き、自由にするようにと話した。
ベテランの先生
進路指導の時に登場。自分の考えを一方的に押し通す融通の利かない性格。表向きは就職を希望している実が具体的なことを言わないためにもめてしまい、実から「分からず屋」と言われてしまう。
校長
進路指導の時に登場。吉永にアイドルは不安定極まりないからと学力の高さに着目して大学進学を薦める。スキンヘッドが特徴的。

### ファン・アンチ

#### &Jewelファン
ヤンキー
氏名は不明。&Jewelの大ファンで気性が荒い凶暴な性格。特攻服姿で歯がいくつも欠損しており、リーゼントヘアと口元のピアスが特徴的。&Jewelの応援を妨害するGEKOKU嬢ファンを蹴り飛ばし、奥平にも掴みかかったが、奥平に一喝され、GEKOKU嬢ファンの熱い声援に負けてしまう。

#### 7人のアンチSKE
7人のアンチSKEはSKE編に登場する兼任組の強力なアンチ。最初は兼任組の存在を否定したが、次第に理解を深め、兼任組を認めるようになる。
臼田 三之進（うすた さんのしん）
SKE編に登場する、兼任組の強力な7人のアンチの1人。自分の名前さえ正確に覚えようとしない社会に嫌気がさしており、ファンを大切にするSKEに心酔するようになる。それゆえに兼任組であるみのりたちの活動を軽薄なものだと思い、兼任組を否定する青票を入れ続けていた。しかし、吉永が1度見ただけのファンや自分のことを正確に覚えていたことで、考えを改めるようになり、認めるようになった。
乗田 佳歩（のりた かほ）
SKE編に登場する、兼任組の強力な7人のアンチの1人。SKEオーディションの最終選考に残っていたが、何らかの理由で落選した。自分が本来立つはずだった場所を兼任組のみのりたちに横取りされたような気分になり、兼任組を否定する青票を入れ続けていた。しかし、吉永が夜遅く1人名古屋城で通行人相手にリクエストされるまま公演をしていたのを目撃し、みのりたちを認めるようになった。
ニットキャップの男
本名不明。SKE編に登場する、兼任組の強力な7人のアンチの1人。みのりのダンスを「ゴツゴツして勢いだけ」「女らしさがない」と兼任組を否定する青票を入れ続けていた。岡部からバレエの指導を受け、ピルエット（ターン）をマスターしたみのりのダンスを見て「嫌う理由がなくなった」として認める様になった。
亜香里推しのヲタ
本名不明。SKE編に登場する、兼任組の強力な7人のアンチの1人。メガネ、シャツのタックイン、リュックからポスターなどベタなヲタクのルックスをしている。有栖のことを「真摯な態度が感じられない」として兼任組を否定する青票を入れ続けていた。須田亜香里の大ファン。ヲタ活中の有栖莉空と偶然同じ店を周り何度も遭遇する。
風に飛ばされた須田亜香里のトレカを追って川に飛び込み、溺れかけたところをアリスに助けられた。命懸けのヲタク気質を見た有栖に「私とあなたはよく似てる」と言われ、「おまえいいヤツみたいだしな」と認めるようになった。
うずまきTシャツの男
本名不明。兼任組の強力な7人のアンチの1人。カメラにわざと入れなかった白票を見せていたが、直接アリスになぜ否定なのかと問われてかなり慌てていた。「公園公演」の後にみのりに呼び出され、「言いたいことがあったら全部いってください」と言われ、朝まで文句を言い続けたが疲れ果て（後半はバーカしか言えなくなった）、兼任組を認めた。
長髪の男
本名不明。兼任組の強力な7人のアンチの1人。「SKEメンバーに認められない者をファンが認めることはない」として兼任組を否定する青票を入れ続けていた。最終公演で振りが「飛んで」しまったみのりの即興ダンスにSKEメンバーが合わせた様子を見て、認める様になった。
もっとも強力なアンチ
本名不明。兼任組の強力な7人のアンチの1人。「完成されたSKEの中にいる異物感」として兼任組を強く否定し続けた。最終公演の際に、名古屋ドームの条件が兼任組の承認と知り公演を中断させる、承認の白票をみのりに投げつけるなど最後まで激しく抵抗し続けた。
「公演の呼吸」を身に付けたみのり達に一体感を感じ、松井玲奈の説得もありついに兼任組を認めた。
その後公演中の停電の際には最初に歌い出し、公演失敗の危機を乗り越えるきっかけとなった。

### 金色亭一門
金色亭一門はNMB編に登場する金色亭八葉をはじめとする落語家一門。八葉以外みのりたちと接点はない。
金色亭 八葉（こんじきてい やつは）※金色亭洛葉との区別のため、「八葉」表記とする。
NMB編に登場する、「NAMBER8」の番組MC。上方落語の重鎮で、関西では大物司会者と称される。年齢は60歳（還暦）であるが、若い頃から外面は良く、見た目はそれより若く見える。表向きはNMBメンバーや兼任組を応援しているが、その実自分の出世おける障害としてメンバーらを疎ましく感じており、裏では視聴率を低迷させたり意図的に放送事故を起こして番組を自然消滅させようと画策する偽善者である。いかにも品のありそうな外見とは裏腹に、卑劣な手段でメンバーらを苦しめその様子を嘲笑する等、本性は外道そのものである。
15歳で芸能界に入り、確かな腕を持ちながらも認められず、この世を去った兄弟子の洛葉たちの「自分たちの分まで芸能界で生きてほしい」という遺志を継ぐが、心の中は彼らを認めなかった芸能界への憎悪で満ちており、それがやがて手段を選ばず芸能界でのし上がる性格へとなっていった。しかし、みのりを初めをしたNMBメンバーの、自身の妨害に負けない姿を目の当たりにするうち、かつて自身が抱いていた芸能活動の楽しさを思い出し、最終的には改心するに至った。
その後は真面目にMCに取り組んでいるが、自身の悪事を知っている遥佳に完全に弱みを握られており、頭が上がらない状態となっている。
金色亭八葉の師匠
氏名は不明。八葉の回想で登場する。短気な性格ですぐ人を殴るほど芸に対して厳しく、弟子達を甘やかすことは一切しない主義であり、八葉にとっては頭が上がらない存在である。
金色亭 洛葉（こんじきてい らくよう）
八葉の兄弟子。八葉の回想で登場する。肥満体形で外面もあまり良くないが、妻子がいる。性格は温厚で面倒見がよく、その人柄の良さもあり、八葉からは「兄（あに）さん」と慕っている。八葉にとっては良き理解者であったが、自分の才能のなさと妻子のために引退した。その後は借金苦に悩まされ、妻子にも逃げられて自殺に追い込まれる。

### その他
荒川 晴人（あらかわ　はると）
絶対音感を持つ中学生で、ネットでわずか1週間で50万回再生を突破した経歴を持つ才能の持ち主。小学生の頃からひきこもりを続けながら作曲をしている。一人称は「僕」だが、GEKOKU嬢の3人を「お前」呼ばわりするなど、デリカシーがない。両親が仕事で忙しく、学校でも絶対音感を持つが故の周囲との亀裂が生じて人間不信になっており、誕生日に両親からのプレゼントである初音ミクだけが唯一の友達である。
作曲の依頼を持ち込んだみのりたちを最初は拒否していたが、自分達の利益を度外視したみのりたちの行動に心を開き、依頼を引き受けることにした。
耳鼻科医
氏名は不明。有栖の主治医で大東京大学付属病院に勤務する医師。隆の友人でもある。有栖に「聴覚を失う」とアイドル活動を停止することを宣告する。
安倍 正道（あべ まさみち）
宝談社の社員で、主に芸能記事を担当する記者。『AKB48 27thシングル選抜総選挙』の時、宝スポーツの記者として大躍進中のみのりに取材していた。その後、国内全兼任としてHKTの「可愛い子には旅をさせろ」ツアーを終えた吉永が実が自分をいつも気にかけてくれるフォロワー「kurokami」だと気付き、ごまかして去ろうとする実を引き止めた時の写真を「手をつないでのデート」と偽り、スキャンダルを捏造して週刊宝春に掲載しようとする。それに気づいた有栖からの自分の捏造動画と引き換えに掲載を止めるようとの取引に応じるが、有栖への罪悪感にさいなまれていた吉永によって真実を白日の下にさらされた結果、宝春は非難の嵐を浴びることになった。
ラウル・ゴールドマン
世界的に有名な俳優。「世界で最もセクシーな俳優」の異名をとりアカデミー賞受賞経験もある。一方で女に手が早く四股・五股は当たり前で、「深夜の主演男優賞（ミッドナイト・オスカー）」というありがたくない別名もある。ミス・アフロディーテ曰く「友人だが変わり者」。日本のファンの間では「ラウ様」とも呼ばれる。
吉永が出演していた朝の情報番組を見たことで、吉永を口説こうと強引にAKBのレギュラー番組への出演をねじ込むが、その収録でみのりに態度をたしなめられるとターゲットをみのりに変更。みのりとのデート（表向きは番組収録を装っている）の最中、たまたま工事現場で工具箱が落ちてくるところに出くわし、みのりをかばう形で怪我を負い入院した。最終的にみのりのことを本当に気に入ったようで、病院に見舞いに訪れたみのりから正体を打ち明けられた後も態度に変化はなく、自らが出演するハリウッド映画のオーディションへの参加をみのりに勧めた。
トーマス・キース
ラウル・ゴールドマンと共演する映画のオーディションの最終審査においてみのりと岡部（エレーナ）がハリウッドで共同生活していた頃に登場した少年。通称「トム」。やんちゃで品のないスケベな少年であり、そのセクハラじみた言動で2人を振り回そうとする。しかし次第にみのりを気に入るようになり、みのりに次々と投票したが、審査中にアフロディーテが倒れたという一報を受けたみのりは審査を放棄し、岡部とともに病院に連れて行ったため、棄権しようとするが、最終的にはみのりを合格させた。

## 登場する実在人物
個別に紹介された人物のみ掲載。並びは作品登場順とする。また、記述されているチーム名および役職名は登場時のものである。

### AKB48メンバー
高橋みなみ（たかはし みなみ／たかみな、みなみちゃん）
チームAキャプテン。本作品ではいじられキャラとして描かれている。AKB随一の小柄でもあり、髪型は一貫してポニーテールで尻尾を上げるとみのりの身長とぴったりの高さで、髪を結んでいるリボンは驚くと反応する。歌唱力があり面倒見がよく、みのりが歌を教えてほしいと土下座するとそれを引き受けて腹式呼吸を教え、さらに個性を理解させるためにあらゆるドリンクを混ぜた神ドリンクを作ってみのりに飲ませた。
研究生公演のレコーディングでみのりの才能を目のあたりにして惚れてしまい、それ以降みのりと顔を合わせると顔を真っ赤にしてパニックに陥ったり逃げ出したりしてしまう。Xデー公演ではなかなか戻ってこないみのりにしびれを切らして「みのり」コールに加わって選抜メンバーを唖然とさせたり、会議でみのりの奪い合いをすると勘違いして大島や渡辺とのみのり争奪戦に加わったりするほどみのりを買っているが、一方で研究生であるみのり達がアイドルと認められるためには今の状態ではいけないと危機感を抱くところもある。また、みのりと吉永の喧嘩を芝居と見抜いて、AKB内部（観客の見えないところ）では今まで通りつきあえるようにしたり、みのりが実という男だと分かった時も、その理由が判明すると、みのりの卒業生誕祭を円滑に行わせようとメンバーにコートを着込ませたりするなど、配慮を見せる場面も少なからず見られる。公演後のみのりに対し、やっぱりおまえはアイドルだと褒める。 番外編の卒業編では公演打ち上げに特別招集されたみのりに対し、最初は混乱していたが労いの言葉をかけられ歓喜のあまり吠える。
なお、上記の様な仲間想いでかつ責任感溢れる人物像からか、本作の人気投票では、主人公であるみのりを抑えて1位に輝いた。
小嶋陽菜（こじま はるな／こじはる、にゃんにゃん）
実が間違ってAKB48の楽屋へ入った際、化粧液をとりに楽屋へ戻ったところへ実とぶつかるが、リアクションが遅く逃げられる。かなりの天然気質で抜けている所が多く見受けられ、高橋がみのりの件で落ちこんでる時には「金欠とか？」と推測したり、みのりと組んだ握手会でもリラックス状態であった他、「幽霊にないのって　手だっけ？　足だっけ？」ととぼけた発言をしている。しかし、時にはそのとぼけた発言が物事の本質を突いていたり、みのりが卒業生誕祭で実の女装だと判明した際、4年前に実が横浜アリーナのコンサートの楽屋に乱入したことをしっかり覚えているなど、天然とは言い切れない一面も時たま見せる。
渡辺麻友（わたなべ まゆ／まゆゆ）
チームBのセンター。髪型は一貫してツインテールである。実が間違ってAKB48の楽屋へ入った際、逃げる実とぶつかり転ぶが、実のことより自分の前髪が崩れたことを気にしていた。最初はみのりが男であると勘づき、みのりを尾行して変装を解いた実を撮影しその場で迫るが、実の苦し紛れの男装趣味の説明に騙されたばかりかその姿に萌えてしまい、それ以降みのりを「お兄さま」と慕う。アニメ好きでもあり、三次元化（キャラブレ）は絶対に許さない。みのりの能力を買っている1人で、実際にみのりをチームBに引き込もうとし、みのりがチームAに昇格した時、自分もチームAに移籍したこともあって同じチームになったことを喜んでいた。最終話で吉永がみのりに変装した際、これもある意味男装だと喜んでいた。
大島優子（おおしま ゆうこ／ゆうこ）
岡部いわく「AKB48No.1パフォーマー」であり、内面が男（オヤジ）ではないかといわれている。通称・セクハラ先輩。2010年総選挙1位に輝いたが気さくな性格を存分に発揮し、吉永と組んだ握手会では、吉永に変顔をさせた上で、自分も変顔をして周囲を笑わせたりした。
基本的に一人称は「私」で、言葉遣いが悪い。
過去に子役としての活動実績があるが、振るわずに芸能界を辞めようとした時に自分を拾ってくれたAKB48への思いは非常に強く、自分が卒業した後の後釜としてみのりを評価している。実際に高橋に「みのりはKが貰うね」と宣言してみのりをスノーボードに連れて行き、会議では率先してみのりをチームKに奪おうとする。しかし前田敦子引退後はエースとしての責任感からみのりたちに厳しくなり、みのりの神崩し宣言に「選抜総選挙でみのりに負けたら卒業する」と放送で宣言し、その後寛子も宣戦布告した時に「2人まとめてかかってきな」と生放送中にツイッターで応戦する。また、チームプレーを重んじており、個人プレーに走りがちな岡部に危機感を抱き、みのりに「AKBはみんなが太陽」と説く。また、12期生お披露目公演で怪我をおしてセンターとしてみんなを輝かせようと頑張るみのりの熱心さに感銘を受ける。
66話以降は、現実の設定に合わせ、髪の色が明るめに変わっている。
板野友美（いたの ともみ／ともちん）
一人称は「友」。実が間違ってAKB48の楽屋へ入った際には逃げる実にスカートの中を見せるが、しっかり見せパン（黒パン）を履いていた。新しいジャージを買いに行った際、ファンに囲まれてたところをみのりの機転により救われる。恋愛禁止について合コンに連れて行ってあげるという嘘の誘いをして2人を試すも、「選抜の人がそんなこと言わないでください」と吉永が怒ったのを見て合格を与える。チーム練習では他メンバーと激論を交わすほどの熱心さを見せる。
篠田麻里子（しのだ まりこ／まりこ、まりこさま）
努力家であり、みのりと吉永が初公演前日に居残りレッスンをしていた時にマネージャーの静止に耳を貸さず無言で劇場のステージに上がり自主トレを開始。吉永の緊張をほぐして踊り切らせる。カレー好きで2人のためにココイチのカツカレーを差し入れ、カレーをおごってもらうことを条件に研究生公演を観に来ることを約束し、実際に観に来る。渡辺の「みのり男発言」を涙が出るほど大笑いして否定するなど、みのりを女だと信じきってる模様。
前田敦子（まえだ あつこ／あっちゃん）
グループ内でもトップクラスの人気を誇り、2011年総選挙で1位に輝いたAKB48の中心的メンバーだが、時折見せる無愛想でやる気の無さそうな雰囲気からアンチも少なくない。実が間違ってAKB48の楽屋へ入った際には痴漢扱いをされ逃げる実に目もくれなかったり、研究生オーディション会場に突然来たりとプロデューサーの秋元からは「彼女はまるで猫」と評されている。舞台に100点ではなく100%の演技をするのがポリシーで、高熱の中シャワー室に閉じ込められた時も自分の体調よりテンションが99%に落ちたことを気にしていた。
みのりに対しては12期研究生オーディションでのやりとりに加え、みのりが男であると勘づいていることもあって、アドバイスもするが基本的に厳しい態度で臨むことが多い一方で自分のファンであり、オーディションでみのりの批判に対して自分を擁護したことから、後で自分から離れる必要があると分かって「あっちゃん、さようなら」と言われた時でさえ髪を切らせたことを謝るほど吉永を可愛がっている。
秋元才加（あきもと さやか）※秋元康プロデューサーとの区別のため「秋元」ではなく「才加」表記とする。
チームKキャプテン。典型的な体育会系気質で礼儀や挨拶には人一倍うるさく、マイクを手にするとききちんと挨拶をしなかったみのりに尻（ケツ）キックをかますなど、礼儀がなっていない後輩や研究生には容赦がない。レッスン中に練習内容について宮澤と口論になるも、（現実の）スキャンダルを蒸し返されさらに激怒したが、本性は繊細で熱愛報道で仲間に迷惑をかけたことを気にしており、記者に囲まれた時も涙ながらに謝っていたが、チームKのメンバーや実に助けられる。
宮澤佐江（みやざわ さえ）
サバサバした性格から、メンバーからは「男と言えば男だし」と言われている。立ち位置について才加と口論になり、才加に全体のバランスが悪くなる原因は宮澤が手を抜いていると指摘され、激昂しスキャンダルを蒸し返し険悪な雰囲気になる。しかし実際は騒動の責任を1人で背負おうとしている才加を気にしており、記者に囲まれて責められている才加を護っていた。アンダーとして参加したみのりと、アンダーのアンダーとして参加した岡部のやり取りを影から見て、いずれ正規に上がってくると予想し、同時に団結力を高く評価していた。選抜総選挙編ではみのりの成長を認め、自分から引き下がる度量を高橋みなみとともに見せた。
峯岸みなみ（みねぎし みなみ／みいちゃん）
才加と宮澤が口論をしていた直後にご飯が届いたことを知らせに現れ、微妙な雰囲気になっているのは自分が先にご飯を食べたためと思っていた。チームKはサラダドレッシングであるとみのりに教える。
柏木由紀（かしわぎ ゆき／ゆきりん）
チームBキャプテン。第2回総選挙8位で、神セブンの次のポジションにいる。清楚な格好で握手会に臨み、岡部の胸チラ＆揺すり攻撃にさらされるが、天使みたいでカワイイと逆に岡部に圧倒的な存在感を見せつける。非常にファンを大切にしており、どの客にも丁寧に対応し、「握手会は握手から始まる交流の場、10秒の公演なんだよ。」と岡部に優しく諭す。それ以降は、岡部へのアドバイザーとなっており、実に対する恋心をどこにぶつけていいのか悩んでいた岡部に、「アイドルはお客さんに恋をする」と教え、成長の最後の壁を乗り越えさせた。
指原莉乃（さしはら りの／さっしー）
みのりがチームAのアンダーとしてレッスンに参加した時に初登場。公演のMCをビビッてやっていることを高橋に注意される。みのりが高橋を助けた時にその姿からみのりが高橋を襲っていると勘違いし土下座させようとするが、勘違いとわかると自分が土下座しようとする。また、渡辺の「みのり男発言」にロッカーを叩くほど哄笑し、「まゆゆの異次元トーク」としてブログに載せようとする。吉永が寮生活を始めた時に北原とともに再び登場したが、それ以降は登場していない。
北原里英（きたはら　りえ／きたりえ）
指原とともに寮生活経験があり、今も寮に遊びに来て、水野とは面識がある。「寮は同じ志を持った子しかいないから、24時間夢（大空）を見ていられる巣」であると考えており、「目立ってチャンス（エサ）を貰うため」自分をアピールできるようにと吉永に「自分の長所を10個言えるように」とアドバイスを送る。
高城亜樹（たかじょう　あき／あきちゃ）
第4回総選挙17位で、アンダーガールズのセンター。頬のそばかすが特徴的。のほほんとした性格で、みのりのチームAの雰囲気について最初は「楽しいよ」とだけ答えるが、撮影終了後「夢はいつだって努力と思いの先にある」と言い、みのりのチーム選びを左右させる。その後秋元からJKT48行きを命じられ、快諾する。

### SKE48メンバー
松井珠理奈（まつい じゅりな）※松井玲奈との区別のため、「珠理奈」表記とする。
『SKE48』チームS所属（センター）。「50年に1人の逸材」と称されている。
無邪気でダジャレ好き。しかしチームの中では「軍曹」と呼ばれるほど厳しく、みのり達のクビの懸かったチームS公演でみのりの「目指しているのは0の青表じゃなく250票の白票」発言に端を発して楽屋でチームが混乱に陥った時も、「その一秒で揃えられる指先がある!!　その一秒に贈られる拍手がある!!」と厳しい檄を飛ばしてあっという間にチームを収束させる。事実上、5歳上である玲奈に対し、タメ口で話す。
一方でみのり達を早い段階から認めていて、また情けに深いところもある。兼任組のためにわざわざパーティーを開き、運命の公演前日にドクターストップがかかった時にはみのりと吉永が本当は喧嘩をしていないと見抜いたうえで、運命の公演に出られないことを泣いて詫び、珠理奈の代わりにセンターを張った吉永が倒れたと知るや病院を抜け出してSKE劇場に足を運び、アンコールでは自分も公演に参加する。
松井玲奈（まつい れな）※松井珠理奈との区別のため、「玲奈」表記とする。
『SKE48』チームS所属（センター）。「SKEのかすみ草」と称されているが、一方で握手会人気は48グループ全体で2位と「神崩しに最も近い女」と言われている。オーラが凄くみのりがすれ違った時巨大化したような錯覚を見せている。みのり達を最初は認めていなかったが、吉永が陰で努力していることを知り、みのりがSKEのスタイルに合わせるのを感じてみのり達を認めるようになる。ちなみに相手を認めると、激辛の飴を出す習性がある。真っ赤な激辛メロンパンが好物。
中西優香（なかにし ゆうか/にしし）
『SKE48』チームS所属、第4回総選挙では63位に選ばれフューチャーガールズ入りを果たす。
逃げ出した吉永に説教する撮影監督を制し、トラブルが発生しても難なくこなした吉永を称えている。
SKE編では珠理奈のいない時の実質的なリーダー格で、倒れながらも歌うことを続けようとした吉永を担いでステージに運び入れたり、みのりが振りを間違えた時にみのりの振りに合わせるように指示を出したりしていた。

### NMB48メンバー
山本彩（やまもと さやか/さや姉）
『NMB48』の2トップの1人で、チームNキャプテン。バスジャックのドッキリ企画にて、吉永に「いっしょに48グループ辞めてウチとコンビ組まへん？」と持ちかける。犯人から解放された後に体のバランスを崩して倒れそうになったところをみのりに抱きかかえられたことにより、企画終了後激しく動揺する。
本作では「男に生まれたかったアイドル」と呼ばれるほど男勝りなキャラクターに設定され、「殴んで」と口癖にするほど暴力に訴える言葉を投げかける一面も度々あり、時折他のメンバーに当たり散らすこともあるが、一方で正義感は強く、みのりに絡んできた痴漢を軽くひねってしまうなど腕っぷしは強い。
渡辺美優紀（わたなべ みゆき/みるきー）
『NMB48』の2トップの1人で、48グループ最強の釣り師。バスジャックのドッキリ企画にて、山本と同様の話をみのりに持ちかける。
山田菜々（やまだ なな/ななちゃん）
『NMB48』メンバー。「SKEがダンスなら、NMBはバラエティ」と、みのりたち3人にバラエティの重要性を説く。「NAMBER8」においては、色々とすべり芸人的な扱いをされる事が多い。
小谷里歩（こたに りほ/りぽぽ）
『NMB48』メンバー。ドッキリ企画終了後、動揺した山本に八つ当たりのとばっちりを受ける。
小笠原茉由（おがさわら まゆ/まーちゅん）
『NMB48』メンバー。お笑いに長けており、「NAMBER8」の番組にてレポーターを務める。糸目とサイドポニーが特徴的。
近藤里奈（こんどう りな/りぃちゃん）
『NMB48』メンバー。過去の温泉旅館でのロケにおける山本のエピソードを語る。
その他のNAMBER8出演メンバー
岸野里香、山口夕輝、上西恵、吉田朱里、木下百花、矢倉楓子、高野祐衣

### HKT48メンバー
田中菜津美（たなか　なつみ/なつみかん）
『HKT48』1期メンバーでチームH所属。2期生まで加入していた時点で最年少ながら長身であった。　アイドルの優雅さに憧れてHKTに入ったが、自分がかわいらしい仕草や服装をすることに吐き気を催すほど嫌悪感を持っている。それでも無理をしてアイドルらしく振る舞っていたが、みのりのアドバイスで自分らしさを表に出すようになった。
森保まどか（もりやす　まどか/もりぽ）
『HKT48』1期メンバーでチームH所属。信じられないくらい不運な出来事がよく降りかかり、そのためかネガティブになりがちであったが、みのりの作戦により、前向きで幸せを感じられるようになった。かなりの美貌の持ち主であり、通りすがりの通行人も驚く程である。
兒玉遥（こだま　はるか/はるっぴ）
『HKT48』1期メンバーでチームH所属。昔から男性を立てるように学んできたのでなんでも他人に譲る癖があり、そのためかセンターから降ろされたことがある。みのりと共演した番組で、みのりに自分をアピールする気持ちを教えられた。おでこを出したショートヘアが特徴的。
村重杏奈（むらしげ　あんな／あーにゃ）
『HKT48』1期メンバーでチームH所属。ロシア人の母親を持つため、杏奈のロシア語読みの「あーにゃ」が愛称になっている。「明太子」の持ち芸があり、大分では曲中に持ち芸を披露する。鹿児島公演を順延しようとした有栖に嫌悪感を持つが、有栖の真剣さを評価している。

### スタッフ

#### プロデューサー
秋元康（あきもと やすし）
『AKB48』のプロデューサー。オーディションでみのりを気に入り、特別枠で合格させる。オーディションで黒い服がいたか尋ねたり、みのりに対して「君、男だろ」、12期生に対して「不作と聞いている」などとでまかせを言ったりするなど、その行動や考えはみのりや吉永などの研究生だけでなく劇場支配人の戸賀崎をも翻弄している。「AKBは生き方が公演」という信条を持ち、公演だけではなくレッスンやレコーディングにもよく姿を見せ、表面上だけでなく研究生の「真の実力」を見極める事にも余念が無い。吉永のノートから「浦川みのり」が実の女装であることに勘付いた節もあるが、それでも「もう少し見たくなった」とメンバーに残すことを決断し、完売を決める250枚目のチケットを購入する。ちなみにその際に観た吉永のメモから、みのりが実の女装でないかと疑いをかけ、最終的には実が秋元と面会した際にカツラを脱いで実の姿を見せることにつながる。

#### 劇場支配人
戸賀崎智信（とがさき とものぶ）
「AKB48劇場」の劇場支配人。睡眠不足なのか、目の下のクマが特徴的。本作では体育会系的なキャラクターに設定され、メンバーの目付役でもあり、「挨拶ができない子はAKBにいらない」と礼節に厳しい。「アイドルに必要なのは何事も折れない鉄の芯」という信条を持つ。研究生達には決して甘い顔を見せることなく常に厳しい態度で接し、言葉遣いも悪く、時には非情とも思える言葉を投げかけたり口より先に手が出ることもあるためにAKBのメンバーから恐れられている存在である。その一方で、父親に引っぱたかれそうになった吉永の間に入り「アイドルの顔に傷をつけるな」とアイドルの信念を説くなど根は優しく、情に厚い部分もあるなど、正義感に強い一面も見せており、メンバーに対する愛情は深い方であるが、みのりが実の女装であることに最後まで気づかず、またみのりと吉永の喧嘩も芝居であったと気づかずに2人を拳骨で殴るなど、実は本当に分かっていないような乱暴な素振りもみられる。
一部のファンからは「アニキ」と呼ばれているが、自身は「アニキ」と呼ばれることを快く思っていない。
湯浅洋（ゆあさ ひろし）
「SKE48劇場」の劇場支配人。本作では温厚そうな態度で描かれている。食べ物を口にしたまま話しがちで、スタッフからよく突っ込まれる。SKEはAKBの妹分にとどまらず日本一を目指しているとみのりたちに説明する。
尾崎充（おざき　あつし）
「HKT48劇場」の劇場支配人。にこやかな笑顔でみのりたちを出迎えるやいなや、九州7県ツアーのためキャンピングカーで1カ月間HKT48メンバーと寝食を共にするよう命じる。大分から福岡に向かう途中での土砂崩れ通行止めで、水野が一見暴走族（レディース）に見えるチームメンバーを率いて助けにきたときは、襲われると勘違いして自らを盾にしてHKT48メンバーを守った（その時足が相当震えていたが）。

## 試練

### 1万円公演
「本当に価値のあるものなら1万円を払っても見に来てくれる」という秋元の考えから研究生に課せられた試練。初期のメンバーが満員になるまでの苦労を研究生にも味わわせるために行われた企画で、2ヶ月以内にAKB48劇場を満席にしないと研究生は全員解雇される。値上げにより空席だらけの劇場や正規メンバーとの実力差、失敗できない公演でのトラブルという苦境を受けながらもスタッフやファンのサポートを受けたみのりたちは次第に成長し、次第に客を増やしていくがXデー当日に本来の目的を覆す事態が発生しみのりは選択を迫られることになる。

### GEKOKU嬢
みのり、吉永、岡部の3人で結成された研究生による派生ユニット。累計13万枚売れれば晴れて正規メンバーへの昇格が約束される一方、逆に13万枚売れない限りは研究生のままということになる。一方、大手レコード会社「ラージヘッド」は自前のアイドルグループ「&Jewel」を結成し、打倒AKB48の第1弾としてGEKOKU嬢潰しに着手する。ラージヘッドの権力の前になすすべもなかったみのりたちであるが、次第に少ないチャンスをものにしていき、&Jewel主催のコンサートに招待されたGEKOKU嬢は最終決戦に挑むことになる。

### 250の「白票」
SKE編でみのり、吉永、有栖に課せられた試練。観に来ている250人の観客がチームSの講演終了後白票（賛成票）と青票（反対票）を入れていき、1ヶ月以内にすべての票が白票にできればSKE48にとって念願の褒美が与えられる一方、最後まで1票でも青票があればみのり達3人の兼任メンバーは強制的に卒業（SKEだけでなくAKB、NMB、HKTからも）となる。何とか受け入れてもらおうと近くの公園で独自無料公演を行なったり、どうしても兼任メンバーを受け入れようとしないファンに対して彼女たちはあの手この手で白票に変えていく。そして青票がのこり僅かとなった最終公演で彼女たちにいくつもの危機が訪れる。

### なんばー8
NMB編での出演番組。これは秋元から課せられた試練ではなく、番組終了の危機を救うため、みのり自らが宣言した試練。25時台のためいまいち視聴率がふるわなかったが、みのりの活躍によりぐんとあげることに成功する。しかし、番組の自然消滅を目論む司会者、金色亭八葉の妨害により再び視聴率が落ち、終了の危機にさらされる。みのりは残り8回の間に、視聴率の10%獲得を宣言する。成功すれば番組の存続が許される一方、失敗すればみのりはアイドルを辞めることになる。そして最後の8回目にゴールデンSPとなることが決定したため、獲得視聴率も15%に上がった中、みのりたちとスタッフ、司会者一派の水面下の戦いが幕を開く。

### 宝春砲
HKT編直後からAKB32nd選抜総選挙にかけて起こった、吉永と有栖を襲った「週刊宝春」をめぐるスキャンダル騒動。吉永がTwitterをしていた中でのお気に入りがKurokamiで、それが実のアカウントであることは知らなかった。Kurokamiが実のアカウントと知らない有栖は吉永にKurokamiに恋していると吹き込み、吉永はKurokamiの事を好きになっていく。そんな中、HKT博多公演の翌日、Kurokamiが博多駅にいると分かった吉永が偶然実と会うが、実の不用意な発言をきっかけに、吉永はKurokamiが実だと気付き、思わず実の手を握り締めてしまう。その場では「吉永が自分を好きになっていることが、アイドルを目指す吉永にとっては危険」と考えた実が逃げたが、その瞬間を週刊宝春の安倍に抜かれていて、事前通告として秋元に送られて大騒動になる。一方でその事前通告を見た有栖は父親の威光を借りて記事をもみ消そうとするが失敗する。スキャンダルを止められないと判断した戸賀崎が吉永を発売当日の直前に呼び出して説明しようとすると、そこには有栖の飲酒喫煙パーティーの記事が掲載されていた。

## 設定
時系列
本作で主人公は12期メンバーとして参加するが、連載が開始した2010年8月25日の時点では研究生を含むメンバーが決まっているのは10期生までとなっている。岡部が所属する11期生はオーディションの最終審査が終了しているが研究生候補の立場でメンバーの公表はされておらず（研究生として披露されたのが2010年10月11日）、みのりや吉永が所属する12期生は募集もされていない。このため物語は連載開始時点から近未来のパラレルワールドという話で進められ、11期生以降のメンバーは漫画オリジナルということになる。なお、第1話の序章で「CDが全世界で11億枚売れた」「ビートルズを超えた」等と書かれているが、それはこの物語よりさらに未来の話であり当然架空の設定である。
なお、作中では32ndシングル選抜総選挙の結果が現実と全く異なっている。作中での順位（214話）は「1位大島優子、2位渡辺麻友、3位松井珠理奈、4位松井玲奈、5位篠田麻里子、6位指原莉乃、7位板野友美、8位吉永寛子、9位浦川みのり、10位柏木由紀、11位小嶋陽菜、12位山本彩、13位渡辺美優紀、14位島崎遥香、15位高橋みなみ、16位宮澤佐江」となっている。
女装
主人公は男であり、AKB48として活動している時は女装をしている。作中で容姿や体型などで女に近いことを強調しているが、裸になると完全に男である。露出が少ない水着を着たり、一緒に住んでいる水野の寝姿・風呂上がりの姿を異常に恥ずかしがるなど、怪しまれても仕方がない行動・態度をとっているが、高橋みなみという（ネタ的な意味で）男ではないかと疑われているメンバーが目の前にいるほか、作中では山本彩も似たような行動を取ることから（他のメンバーと一緒の入浴を嫌がったりする描写がある）、ほとんどどのメンバーから特に不自然と思われることはない。とはいえ、作中では高橋みなみ同様にネタとして男と疑われているようで、『NAMBER8』の企画で「浦川みのりは実は男?」という検証企画が放送されたこともある。
なお前田敦子や渡辺麻友、秋元康、妃会長、有栖などからは男と思われている描写があり、このうち渡辺麻友に対してはうまくごまかせたが、前田敦子と有栖には完全に男とばれてしまっている。ただ前田は主人公が男であることを隠すことにむしろ協力的（&Jewelのライブで主人公が過呼吸に陥りスタッフに服を脱がされそうになった際には、助け舟を出してスタッフを遠ざけ、女装がバレるのを防いだほど）。有栖も男ネタで主人公をからかうことはあるが、本当に男であることは口外していない。このため正体が知られることはなく、主人公は活動を続けている。また、秋元康に対しては、以前正体を知っている前田と似たような会話をしたからか、彼が正体を察しながら知らないフリをしていると気づき、自ら正体を明かした。
このほかミス・アフロディーテには、一緒の入浴中に浴槽の湯を抜かれ、完全に男状態の裸を見られている（この際、元々男であることを知っていたような発言もあった）。ラウル・ゴールドマンに対しては、自らを女性として真摯に扱おうとするゴールドマンの姿勢を申し訳なく思った主人公が自ら正体を明かしている。
偽名
主人公はAKB48として活動するにあたって「浦川みのり」の偽名を名乗っているが、そのため身元調査などで、AKB48入り以前の経歴が全くつかめない点を逆に怪しまれることがある（&Jewelの関係者曰く「出身地すら不明」）。当然同名での戸籍を持たないためパスポートは本名で取得しており、日本国外に行く際には出入国審査の手前でトイレに行くふりをして他のメンバーと別れた上で審査を通過するなどの苦労を強いられている（なお搭乗口でのパスポートチェックをどのように通り抜けているのかは不明）。
身元調査については、岡部も外形的に似たような状態だったため（岡部は将来の芸能界入りの障害になると見て、中学以降は男友達と一緒に写真・プリクラを撮るような行為を全て避けていた）、作中ではさほど目立って怪しまれてはいなかったが、一部の関係者は継続して調査を行っており、最終的に主人公の正体が発覚する一因となっている。

## 備考
- 2010年39号で連載開始記念として前田敦子、高橋みなみ、板野友美、大島優子、渡辺麻友、柏木由紀の6人によるグラビアが掲載された。また、3号連続で6人のカードを付録。表は写真＆サイン、裏は宮島礼吏書き下ろしのイラストと直筆コメントが書かれていた。39号は前田と渡辺、40号は大島と板野、41号は高橋と柏木のコンビとなっている。
- 2010年45号の『もう、しませんから。（もうしま）』で大島優子がインタビューに応じ、第3話のレッスンの状況について語っている。また、作者の西本英雄が新しいロゴをせがんだところ快諾し、もう（モー）という鳴き声にちなみ牛のイラスト付きのロゴを描いた。ちなみにこのロゴは翌週号（46号）から改題による連載終了まで使用されていた。もうしまでは他に小嶋陽菜が登場している。
- 第11期研究生（現・チームB）である小嶋菜月は本作を読んでおり、「いいことを教えてもらえる」と語っている。他にもAKBメンバーの読者は多く、8巻の巻末コラムでも言及されている。
- SKE48メンバーである中西優香は作者である宮島から似顔絵つきの色紙を貰い、Google+に喜びのコメントと一緒に公開している[4]。また、漫画にも登場した際はブログで喜びの記事を書いている。[5]
- マガジンSPECIAL2012年2月号に番外編が登場し、それまで名前のみであったSKE48のメンバーについて描かれている。番外編は7巻に収録されているが、タイトルなどが手直しされている。
- 担当は編集長である森田浩章が直々に行っていた[6]。編集長が担当を行うのは珍しく（現に森田編集長も当作品以外の担当は行っていない）、その理由として「秋元康氏との話の中で自分がやらざると得なくなった」と述べている。なお、森田は2013年6月付で編集長を退任しており、現在の担当は不明。
- 作品の中で、予約や当日チケットを購入する描写があるが、実際はチケット購入は抽選での購入となる。
- 特別編は単行本に収録されないことがある。例として、第41話と同時に掲載された特別編「『YJ7×YM7』突撃★ルポマンガ! 」は単行本には収録されていない。また、第109話と同時に掲載された特別編である4コママンガなどについても単行本に収録されていない。
- 2013年4月より吉永寛子のTwitterが登場。当初は非公式扱いであったがイラストは宮島本人が描いており、「週刊少年マガジン」2013年31号でアカウントと共に紹介されている。その後非公式は外され、現在は公式扱いとなっている。ツイート内容に関しては、基本的には作品中の時間軸とは別次元のものとなっており、寛子のキャラを生かしつつも現実社会に合わせたものとなっている。その後、浦川みのりのTwitterも登場しているが、こちらもツイート内容も、現実社会に合わせたものである。
- 第26話における前園理歌のポジションは単行本収録前は奥真奈美となっていたが、単行本への収録に際しては発売された時点で奥が卒業したため、鈴木紫帆里に差し変えられている[注 36]。一方、前田敦子などその他の卒業メンバーについてはそのまま単行本に収録されている。2014年11月の連載時点では卒業した大島優子、篠田麻里子、板野友美なども作中ではAKB48を卒業していない。また、現実ではHKT48に移籍した指原莉乃も作中ではHKT48に移籍しているかどうかが判然としない[注 37]。
- 2014年12月6日に放送されたフジテレビの番組「めちゃ×2イケてるッ!」の企画「AKB48どっきり解散総選挙」において、「本作の映画化」という設定でのニセ記者会見がネタばらしに使用された。但し、後述する通り、舞台が行われた事がある。
- 本作品はドラマ化を検討したことがあるが、実現しなかった。またこの時、AKB48の公式ライバルグループである乃木坂46の企画が並行して進められていた[7]。
- 登場人物が使用する携帯電話は連載初期はフィーチャーフォン（プッシュボタン式携帯）を使用していたが、時代の変化に合わせてその後はスマートフォンを使用している。

## 反響
ライターの来栖美憂は、初めての女装でAKBのオーディションに合格してしまうというのは、女装のリアリティが希薄だと述べている。この種の物語では「男であることを知りながら協力してくれる存在」が定番であるとし、本作（2011年現在）においてはその不在がリアリティを損ねている原因なのではないかと述べている。一方、「男の娘」を視点人物に据えたファンタジーとして割り切れば、本作は楽しい作品になると評している。
「男の娘」専門誌『わぁい!』Vol.11（2012年11月24日発売）で実施された媒体を問わない「男の娘」キャラクター人気投票において、浦川みのりは12位を獲得している（「男の娘キャラクターの一覧#人気投票」も参照）。

## 単行本
講談社少年マガジンコミックスより発刊。通常版は少年マガジンKC、特装版はプレミアムKC。
表紙には第24巻までは実/みのり（1・3・9・13・14巻は実／それ以外は24巻まではみのり、また吉永と冷戦中だったSKE編とNMB)編の15巻から18巻までは吉永とのセットで映っていた）と発売時のAKBグループ在籍メンバー1名（AKB48以外のグループも含む）が描かれている。第25巻以降は漫画オリジナルの人物が表紙となっている。作者の宮島によれば「最終巻付近の表紙は漫画内メンバーが飾る」ことが目標だったという。

特装版の付録は様々なものがあったが、フォトブック形式の写真集もあった。

　・吉永（18巻「ひろこ」、21巻「吉永」）　・有栖（23巻）　・みのり（24巻）　・岡部（27巻）

また28巻はみのり卒業生誕祭に実際に使用された缶バッジが付属されており、他の特装版より値段が高い。
| 巻数   | 発売日         | 通常版ISBNコード  | 特装版ISBNコード  | 表紙       |
| ------ | -------------- | ----------------- | ----------------- | ---------- |
| 第1巻  | 2010年12月17日 | 978-4-06-384425-2 | 978-4-06-362177-8 | 前田敦子   |
| 第2巻  | 2011年3月17日  | 978-4-06-384465-8 | 978-4-06-362186-0 | 大島優子   |
| 第3巻  | 2011年6月17日  | 978-4-06-384511-2 | 978-4-06-362190-7 | 渡辺麻友   |
| 第4巻  | 2011年9月16日  | 978-4-06-384554-9 | 978-4-06-362193-8 | 高橋みなみ |
| 第5巻  | 2011年11月17日 | 978-4-06-384586-0 | 978-4-06-362195-2 | 柏木由紀   |
| 第6巻  | 2012年1月17日  | 978-4-06-384618-8 | 978-4-06-362201-0 | 篠田麻里子 |
| 第7巻  | 2012年3月16日  | 978-4-06-384648-5 | 978-4-06-362207-2 | 板野友美   |
| 第8巻  | 2012年5月17日  | 978-4-06-384676-8 | 978-4-06-362214-0 | 小嶋陽菜   |
| 第9巻  | 2012年7月17日  | 978-4-06-384709-3 | 978-4-06-362223-2 | 指原莉乃   |
| 第10巻 | 2012年9月14日  | 978-4-06-384740-6 | 978-4-06-362231-7 | 宮澤佐江   |
| 第11巻 | 2012年11月16日 | 978-4-06-384769-7 | 978-4-06-362236-2 | 峯岸みなみ |
| 第12巻 | 2013年2月15日  | 978-4-06-384816-8 | 978-4-06-362241-6 | 松井珠理奈 |
| 第13巻 | 2013年4月17日  | 978-4-06-384849-6 | 978-4-06-362245-4 | 松井玲奈   |
| 第14巻 | 2013年6月17日  | 978-4-06-384881-6 | 978-4-06-362249-2 | 北原里英   |
| 第15巻 | 2013年8月16日  | 978-4-06-394914-8 | 978-4-06-362255-3 | 島崎遥香   |
| 第16巻 | 2013年10月17日 | 978-4-06-394945-2 | 978-4-06-362259-1 | 横山由依   |
| 第17巻 | 2013年12月17日 | 978-4-06-394985-8 | 978-4-06-362263-8 | 山本彩     |
| 第18巻 | 2014年2月17日  | 978-4-06-395010-6 | 978-4-06-362269-0 | 渡辺美優紀 |
| 第19巻 | 2014年4月17日  | 978-4-06-395053-3 | 978-4-06-362270-6 | 小笠原茉由 |
| 第20巻 | 2014年6月17日  | 978-4-06-395106-6 | 978-4-06-362273-7 | 山田菜々   |
| 第21巻 | 2014年9月17日  | 978-4-06-395189-9 | 978-4-06-362279-9 | 須田亜香里 |
| 第22巻 | 2014年11月17日 | 978-4-06-395245-2 | 978-4-06-362283-6 | 兒玉遥     |
| 第23巻 | 2015年2月17日  | 978-4-06-395291-9 | 978-4-06-362285-0 | 川栄李奈   |
| 第24巻 | 2015年4月17日  | 978-4-06-395373-2 | 978-4-06-362291-1 | 宮脇咲良   |
| 第25巻 | 2015年6月17日  | 978-4-06-395417-3 | 978-4-06-362297-3 | 有栖莉空   |
| 第26巻 | 2015年9月17日  | 978-4-06-395487-6 | 978-4-06-362305-5 | 水野春子   |
| 第27巻 | 2015年11月17日 | 978-4-06-395537-8 | 978-4-06-362312-3 | 岡部愛     |
| 第28巻 | 2016年1月15日  | 978-4-06-395582-8 | 978-4-06-362320-8 | 吉永寛子   |
| 第29巻 | 2016年3月17日  | 978-4-06-395624-5 | 978-4-06-362323-9 | 浦川みのり |

## ミュージカル

### 東京公演
2014年9月11日 - 16日にAiiA Theater Tokyoで上演。脚本は御笠ノ忠次、演出は茅野イサムが担当。
※上演時の所属を記載している。
主なキャスト
- 浦川みのり・浦山実（2役）：宮澤佐江（SNH48 / SKE48）
- 吉永寛子：小嶋真子（AKB48）・大和田南那（AKB48）（ダブルキャスト）
- 岡部愛：須田亜香里（SKE48）

その他
- 野中かおり：梅田綾乃（AKB48）
- 田子千明：大島涼花（AKB48）
- 水野春子：岡田奈々（AKB48）
- 立石さち：川本紗矢（AKB48）
- 前園理歌：内山命（SKE48）
- 深海由美：山下ゆかり（SKE48）
- 間山小百合：坂口理子（HKT48）
- 男子・ヲタ・動物：松村香織（SKE48）、谷真理佳（SKE48）
- 飯野雅（AKB48研究生）
- 谷口めぐ（AKB48研究生）
- 森田彩花（NMB48研究生）
- 山尾梨奈（NMB48研究生）
- 日野陽仁

### 名古屋公演・SKE48単独舞台
初演（2015年）
2015年3月14日 - 15日に中日劇場で上演。名古屋公演では出演者全員がSKE48メンバーで17名が参加する。
主なキャスト
- 浦川みのり・浦山実（2役）：古畑奈和
- 吉永寛子：北川綾巴・宮前杏実（ダブルキャスト）
- 岡部愛：高柳明音

その他
- 田子千明：二村春香
- 水野春子：東李苑
- 間山小百合：山内鈴蘭
- 深海由美：矢方美紀
- 野中かおり：加藤るみ
- 立石さち：熊崎晴香
- 前園理歌：梅本まどか
- 男子・ヲタ・動物：佐藤すみれ、大場美奈
- 男子：日高優月
- 少女：神門沙樹
- 酒井萌衣
- 山田樹奈
- 日野陽仁

再演（2016年）
2016年4月21日 - 26日に中日劇場で上演。SKE48単独公演。
キャスト発表時には、浦川みのり役に柴田阿弥もキャスティングされたが、柴田が学業を優先させるため辞退となり、東李苑に変更された。
主なキャスト
- 浦川みのり・浦山実（2役）：須田亜香里・東李苑 （ダブルキャスト）
- 吉永寛子：江籠裕奈・惣田紗莉渚（ダブルキャスト）
- 岡部愛：佐藤すみれ

その他
- 大場美奈
- 木本花音
- 北野瑠華
- 福士奈央
- 大矢真那
- 松村香織
- 山内鈴蘭
- 高寺沙菜
- 谷真理佳
- 井田玲音名
- 鎌田菜月
- 松本慈子
- 太田彩夏
- 日野陽仁